# Твоим освободителям, Донбасс
«Твоим освободителям, Донбасс» (укр. «Твоїм визволителям, Донбасе»), также — «Освободителям Донбасса» (укр. «Визволителям Донбасу») — монумент в Донецке, посвящённый памяти всех частей и соединений, освобождавших Донбасс во время Великой Отечественной войны, главный памятник военной истории города и области. 
Традиционно у памятника проводятся мероприятия, посвящённые Дню Победы. Ветераны проходят маршем через центр города к монументу, где их поздравляют и накрывают для них на аллеях возле памятника праздничные столы.
Кроме памятника «Твоим освободителям, Донбасс» в мемориальный комплекс входят: площадка военной техники, сквер ветеранов, стела партизанам-подпольщикам, «Аллея памяти», колокол памяти, а также музей.

## Описание
Монумент представляет собой площадку в форме треугольника, на которой расположена группа из трёх наклонных объёмных стен, выходящих из земли и символизирующих своими острыми гранями силуэты Донецких терриконов. У подножия монумента зажжён Вечный огонь. На одной из стен расположена надпись: «1943. Твоим освободителям, Донбасс». На другой стене установлена скульптурная группа, перечисляющая даты освобождения населённых пунктов Донецкой области:

Яма — 4 IX, Дебальцево — 3 IX, Часов Яр — 5 IX, Красный Лиман — 6 IX, Славянск — 6 IX, Святогорск — 8 IX, Никитовка — 5 IX, Доброполье — 8 IX, Краматорск — 6 IX, Артёмовск — 5 IX, Горловка — 5 IX, Сталино — 8 IX, Макеевка — 6 IX, Мариуполь — 10 IX, Будённовка — 2 IX, Старобешево — 9 IX, Чистяково — 2 IX, Снежное — 1 IX, Орджоникидзе — 3 IX, Дружковка — 6 IX, Красноармейск — 8 IX, Дзержинск — 5 IX, Иловайск — 4 IX, Волноваха — 10 IX, Володарское — 14 IX, Амвросиевка — 23 VIII, Харцызск — 5 IX, Курахово — 10 IX, Константиновка — 6 IX, Ясиноватая — 7 IX, Шахтёрск — 2 IX, Селидово — 8 IX.

На площадке находится скульптурная композиция — шахтёр и солдат, которые правыми руками вместе держат меч остриём вниз. Левая рука солдата поднята вверх, левая рука шахтёра отведена в сторону. За плечами фигур развевается знамя в виде пятиконечной звезды. Солдат — молодой мужчина, с открытым взглядом и заострёнными чертами лица, а шахтёр — зрелый мужчина. Портреты воина и шахтёра лепились без натурщиков и являются собирательными образами. Скульптуры изготовлены из меди, их высота составляет восемнадцать метров, общая высота монумента вместе с постаментом и знаменем более 30 метров.
Для отражения сути региона, в котором установлен памятник, символическое значение имеют выбранные для облицовки материалы, фактура, рельеф поверхностей постамента и стилобата. Постамент снаружи облицован чёрным гранитом и поднимается к монументу от поверхности земли под наклоном, что символизирует пласты каменного угля, композиционно пробивающиеся на поверхность сквозь границу земли. Внутри постамент полый.

Монумент «Твоим освободителям, Донбасс»
Воин и шахтёр
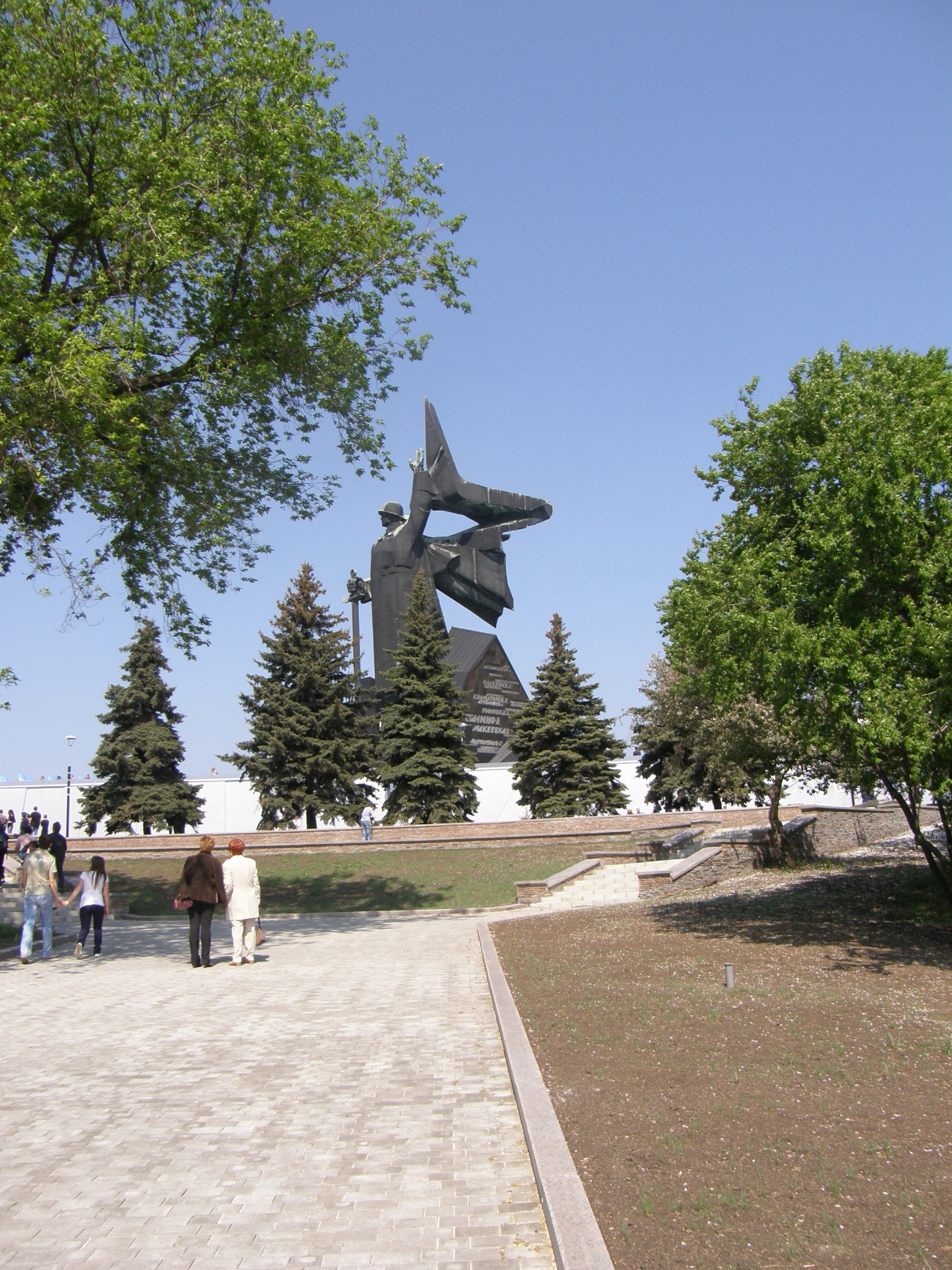
Вид на памятник с юго-востока
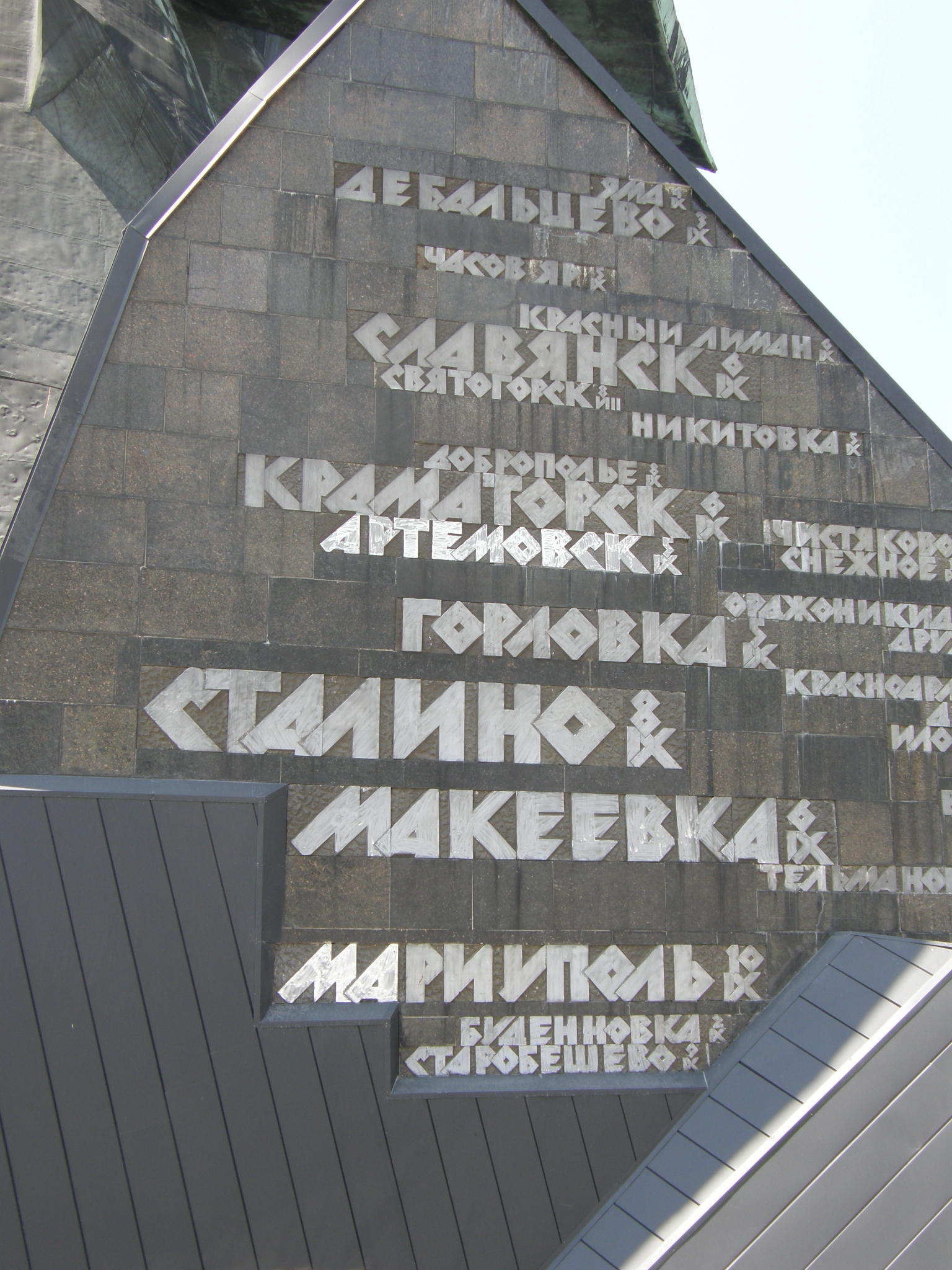
Стена с датами освобождения населённых пунктов Донецкой области
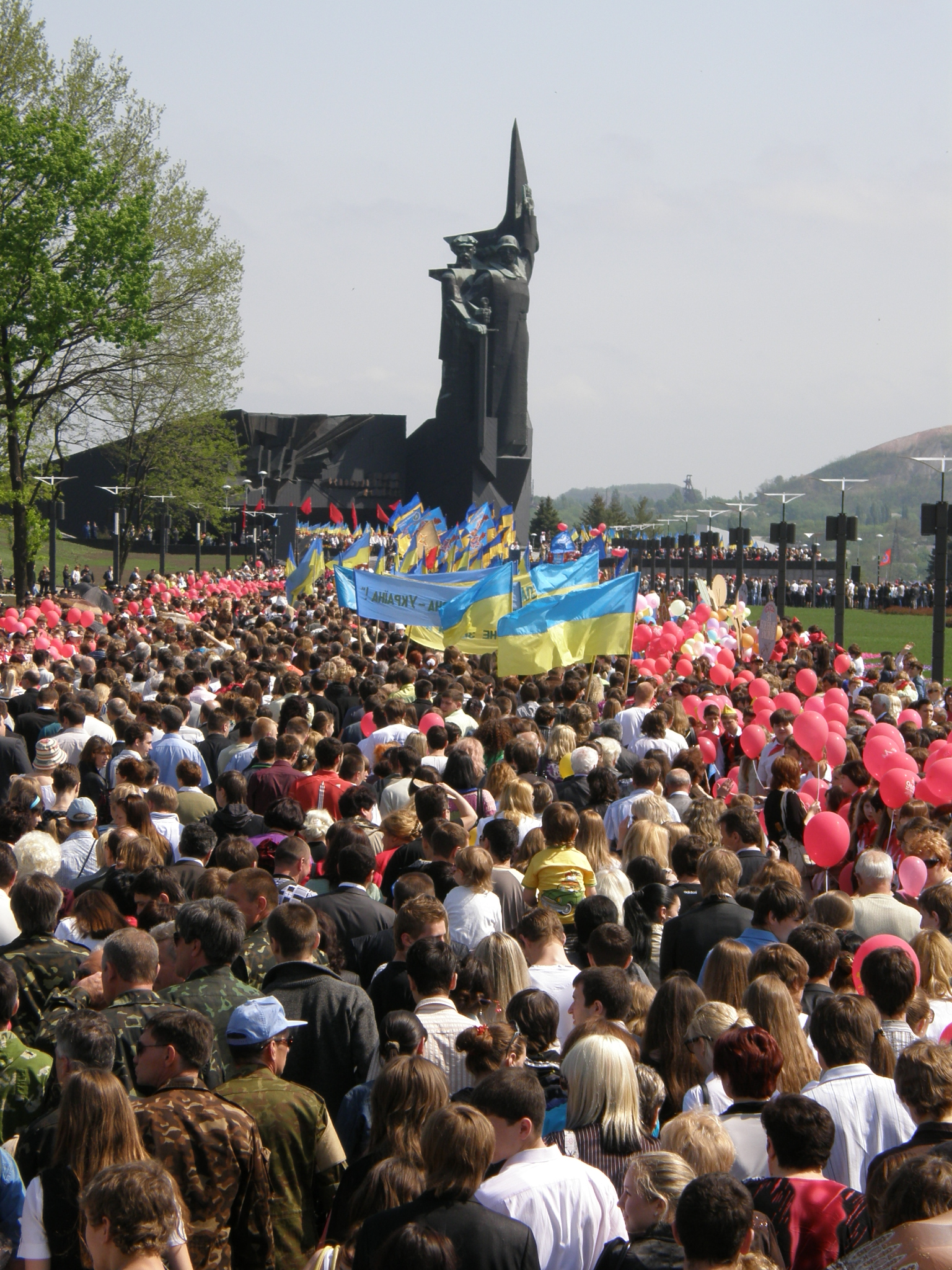
Празднование Дня Победы у монумента, 2010 год
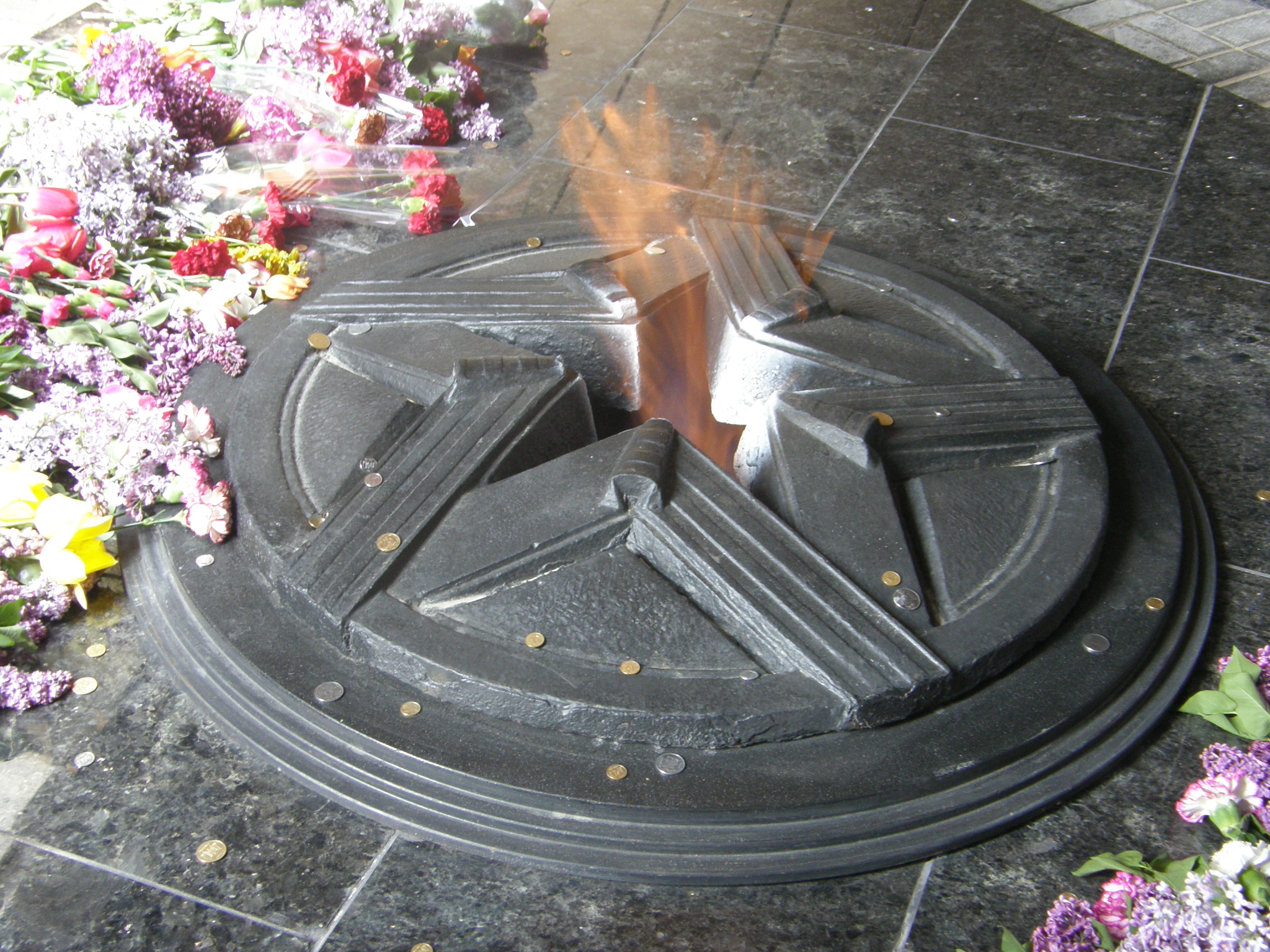
Вечный огонь

## Расположение
Монумент находится в Киевском районе, на территории парка культуры и отдыха города Донецка. Географические координаты: 48°01′16.97″ северной широты 37°48′56.42″ восточной долготы.
Благодаря расположению на возвышенности над поймой Кальмиуса, памятник виден издалека, его можно наблюдать из многих точек города. От подножия памятника хорошо видны Калининский район Донецка и Червоногвардейский район Макеевки, расположенные на левом берегу Кальмиуса.
Монумент расположен в конце широкой аллеи, делящей парк Ленинского комсомола на две части, которая до строительства «Донбасс Арены» проходила от улицы Челюскинцев до берега Кальмиуса. Посреди аллеи разбиты цветники, высажено огромное количество роз, также она обрамлена различными сортами деревьев: акациями, липами, каштанами, елями и другими представителями флоры Донецкой области. На прилегающей территории сформированы «Сквер ветеранов» (заложен в 2010 году), «Аллея солдатских вдов» (в 2010 году на ней были высажены берёзы), «Аллея Памяти» (заложена 6 сентября 1992 года в честь павших и пропавших без вести в годы Великой Отечественной войны дончан).

Прилегающая территория
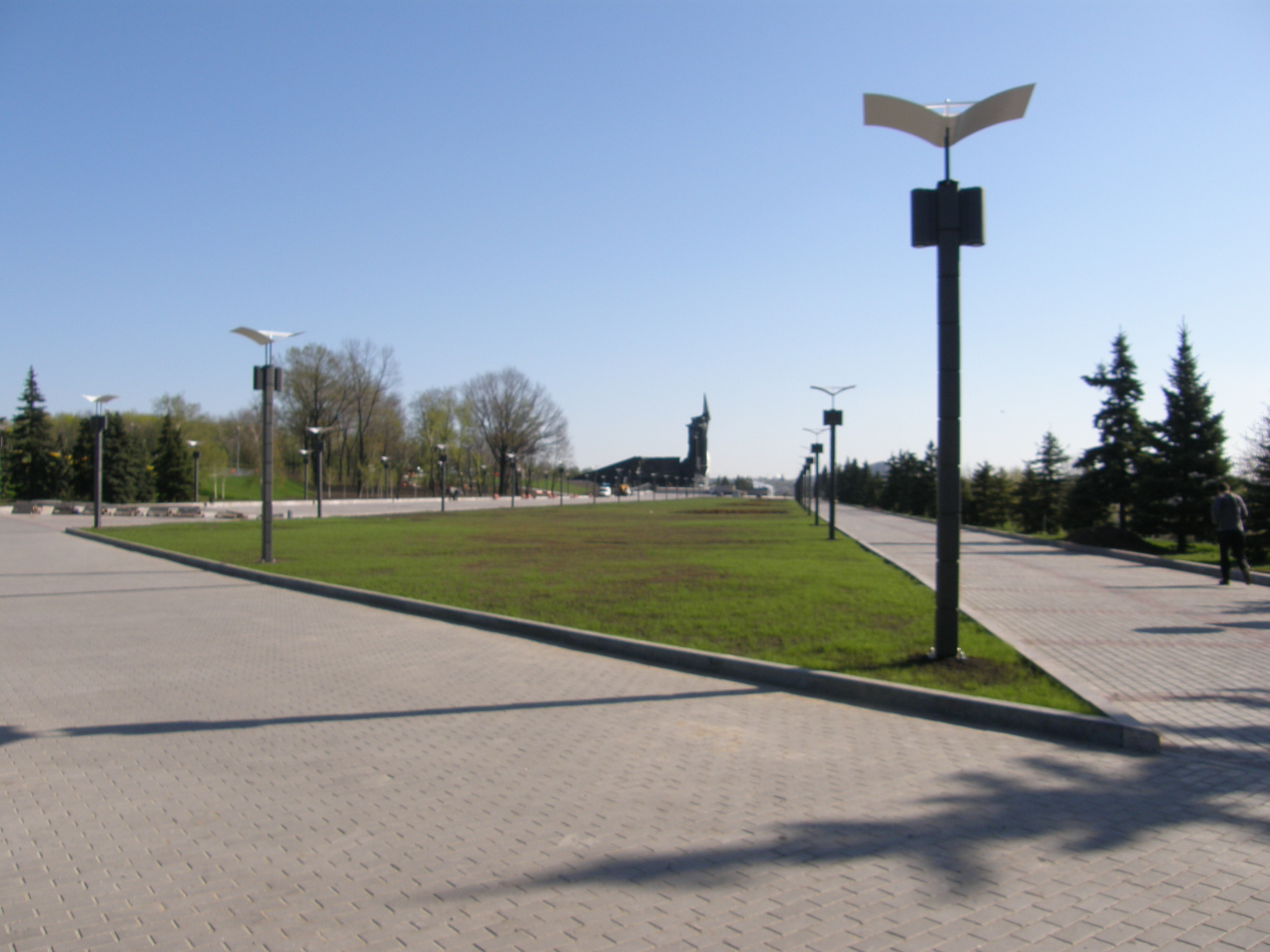
Аллея славы, ведущая к монументу
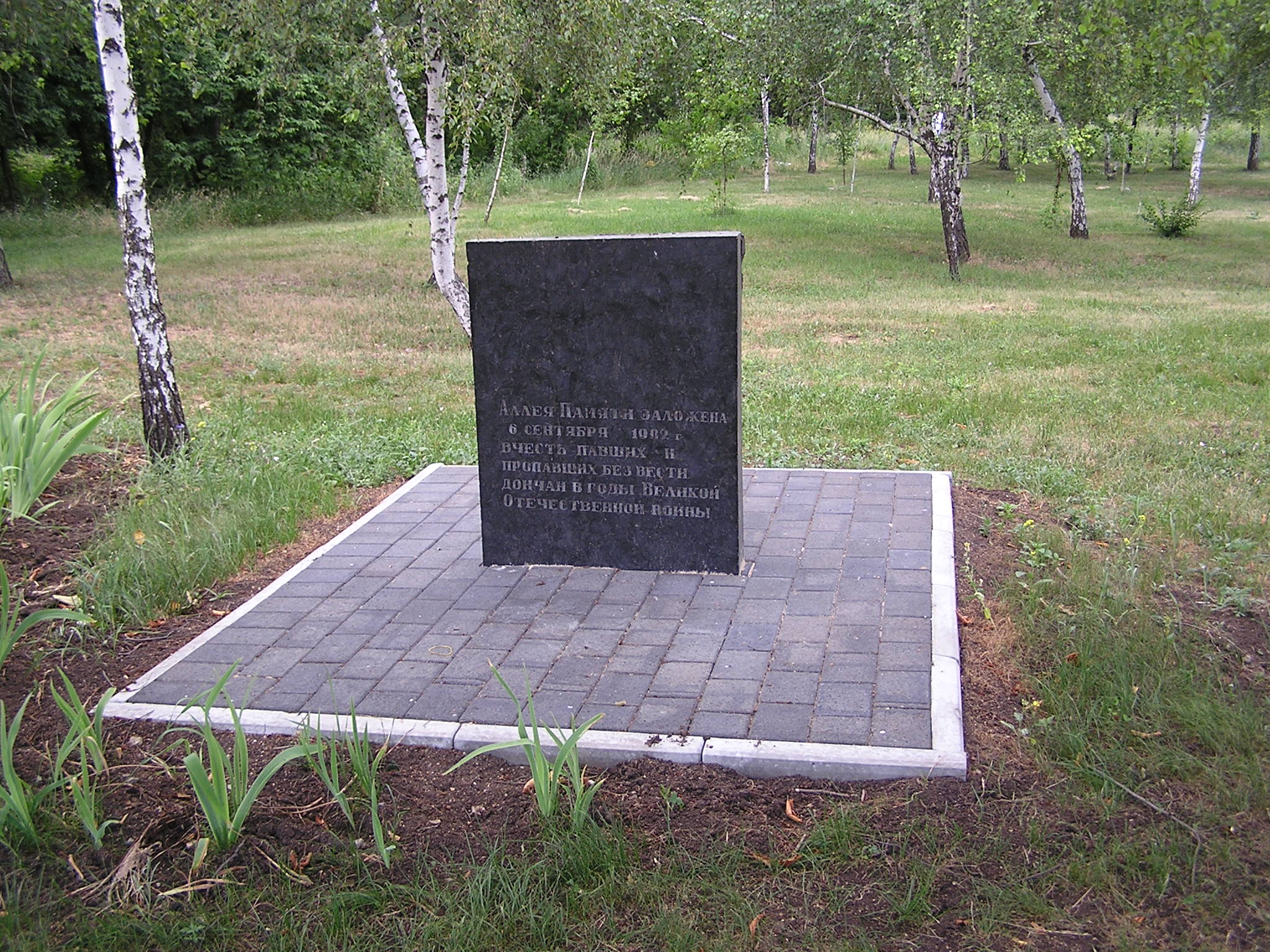
Аллея памяти
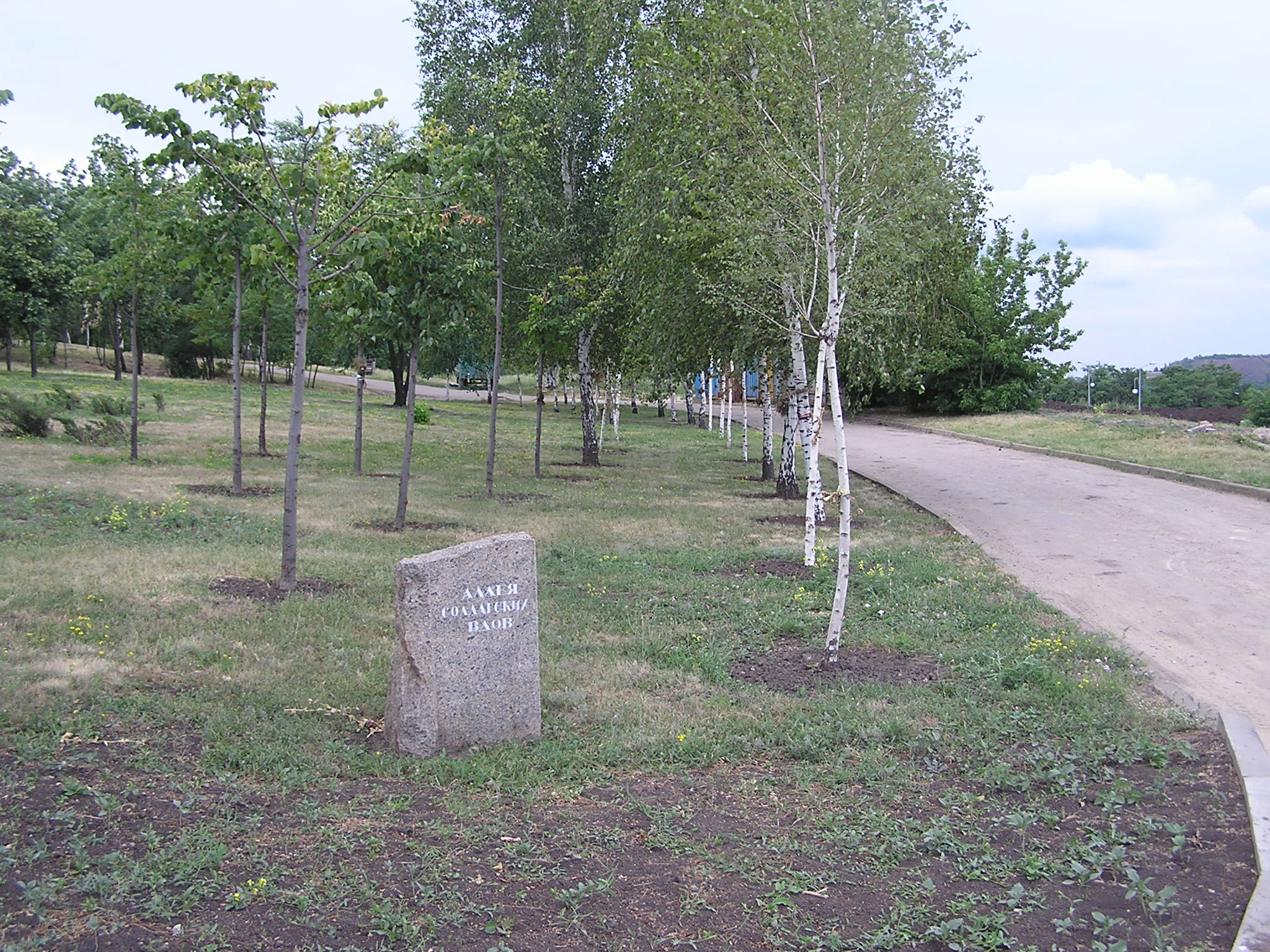
Аллея солдатских вдов
Памятник погибшим воинам-афганцам и монумент «Освободителям Донбасса»[13]

Киевский коллектив, работавший над первоначальной идеей памятника, предполагал разместить его на месте, где в дальнейшем был построен Донецкий городской Дворец детского и юношеского творчества.
На текущем месте расположения памятника до его постройки находился цыганский посёлок, по документам значившийся как Приовражная улица. Для строительства монумента этот посёлок снесли и переселили его жителей в квартиры. Вокруг монумента разбили парковую зону, примкнувшую к парку имени Ленинского комсомола.
Монумент расположен над выработками угольной шахты имени М. И. Калинина. При создании памятника его авторам пришлось учесть сложные горно-геологические условия — «французский разлом», а также провести дренажные работы. Из-за разлома монумент пришлось переносить на 70 метров от запланированного вначале места.

Фрагмент плана парка культуры и отдыха города Донецка: 1 — монумент «Твоим освободителям, Донбасс»; 2 — постамент монумента; 3 — вход в музей; 4 — площадка военной техники; 5 — места, где до реконструкции 2010 года располагались блоки с названиями дивизий, освобождавших Донбасс; 6 — колокол памяти; 7 — памятник погибшим воинам-афганцам; 8 — «Донбасс Арена»; 9 — блоки памяти с именами погибших освободителей Донбасса и партизан-подпольщиков; 10 — стела в честь жителей Донбасса, кавалеров орденов и медалей; 11 — стела в честь партизан и подпольщиков Донбасса; 12 — аллея Памяти; 13 — аллея солдатских вдов; 14 — сквер ветеранов.

## Создание
Постановление о создании памятника было издано Центральным комитетом КПСС и Советом Министров СССР в 1967 году. Над монументом начал работать киевский коллектив скульпторов, но дальше стадии разработки идеи их работа не продвинулась.
В 1976 году над памятником начала работать группа донецких авторов: скульпторы — Юрий Иванович Балдин и Александр Николаевич Порожнюк, архитекторы — Владимир Петрович Кишкань и Михаил Яковлевич Ксеневич, инженер-конструктор — Ефим Леонидович Райгородецкий. В 1978 году этот коллектив был официально утверждён. Группой руководил Владимир Петрович Кишкань, которому принадлежало много идей по созданию монумента.
Разработки проекта велись параллельно в Донецке и Киеве, но Владимир Петрович Кишкань убедил чиновников в том, что памятник нужно создавать силами не киевских, а донецких авторов. В 1980 году появилась концепция соединения фигур воина и шахтёра, которую предложил Юрий Иванович Балдин. В 1982 году проект был утверждён художественным советом Министерства культуры СССР.
Двухметровые головы фигур солдата и шахтёра в течение года лепились из гипса и покрывались медью на дне бассейна Донецкого государственного университета, который в это время ещё строился — других подходящих площадей в Донецке не нашлось. Вокруг голов были созданы платформы, на которых работали скульпторы: над головой шахтёра — Александр Николаевич Порожнюк, над головой солдата — Юрий Иванович Балдин.
После того, как головы были слеплены, их здесь же, на дне бассейна, обшили медью методом раскроя. Для этого брались листы меди толщиной два миллиметра, вырезались фрагменты, соединялись аргонной сваркой скульпторами-форматорами, швы зачищались и зачеканивались. После обшивки гипс изнутри выбивался, и в полые скульптуры вставлялся каркас, изготовленный на Донецком машиностроительном заводе имени Ленинского комсомола.
Для полых фигур монумента на Донецком машиностроительном заводе имени Ленинского комсомола был изготовлен каркас, там же они были покрыты медью. Так как монумент изготовлен из меди, первые годы после создания он был красного цвета, а затем почернел. Медь, из которой сшита конструкция, привезена с Артёмовского завода цветных металлов. Чёрный гранит, которым облицован постамент, привезён с Правобережной Украины.
У авторского коллектива были сомнения, что из-за флага при сильном ветре вся конструкция монумента может сохранить устойчивость. Была создана специальная двухметровая модель, которую возили в московский институт аэрокосмических исследований имени Жуковского для технических испытаний в аэродинамической трубе.
На строительство было потрачено более 850 тысяч советских рублей. Гонорар Юрия Балдина составил 17 тысяч рублей. Работы по сооружению памятника проводили тресты «Донецкшахтострой» (начальником управления, которое занималось пьедесталом, на тот момент являлся Бржозовский Роман Евгеньевич),«Донецкметаллургстрой», «Донецкстальконструкция», «Днепрстальконсрукция».
Открытие хотели приурочить к сорокалетию освобождения Донбасса, которое было в сентябре 1983 года, но к этому сроку не успели, и памятник был открыт 8 мая 1984 года к тридцатидевятилетию Победы в Великой Отечественной войне.
В 2010 году в честь 65-летия Победы в Великой Отечественной войне была проведена масштабная реконструкция монумента, памятных плит, центральной аллеи и благоустройство прилегающей территории, для которой было привлечено 300 рабочих. На реконструкцию было потрачено около 10 миллионов гривен, которые городскими властями были взяты в кредит из-за недостатка средств в городском бюджете. Над реконструкцией работали управление капитального строительства Донецкого городского совета с привлечением частных подрядчиков.
Реконструкция позволила создать единый мемориальный комплекс. Также в ходе реконструкции к монументу был перенесён памятник воинам-афганцам, и теперь они составляют единую композицию.

## Мемориальные блоки
В 1995—2000 годах монумент был дополнен новыми стелами в виде пяти массивных блоков вдоль аллеи, ведущей к памятнику. Стелы содержали названия дивизий, освобождавших Донбасс, и фамилии погибших во время освобождения, всего две тысячи триста фамилий. Во время реконструкции 2010 года мемориальные доски этих блоков были перенесены к подножию монумента, а также установлены новые блоки памяти с именами погибших освободителей Донбасса и партизан-подпольщиков.
Литые объёмные знаки и мемориальные барельефные доски были изготовлены из сплава алюминия компанией «Неонсвит-Донбасс», которая разработала эскизы, изготовила модели и формы, а также выполнила их обработку.
Первоначально были выполнены модели из ПХВ методом фрезеровки пластика толщиной 8 мм и плотностью 0,65 г/см³, а также методом вакуумно-плёночной формовки изготовлены формы для отливки. После литья посредством сборки паз-в-паз и послойного склеивания были составлены объёмные надписи «ВЕЧНАЯ СЛАВА ОСВОБОДИТЕЛЯМ ДОНЕЦКОГО КРАЯ» и «СЛАВА ПАРТИЗАНАМ И ПОДПОЛЬЩИКАМ ДОНБАССА». Габаритный размер первой надписи 3800 × 1500 мм, второй — 3100 × 1000 мм. Посредством ручной формовки отлили барельефные изображения звёзд, состоящих из 13 отдельных частей, и 24 мемориальные барельефные доски. Габаритные размеры звёзд — 1810×1383 мм, мемориальных досок — 700×500 мм и 700×1000 мм. Вес звёзд — 44 килограмма. Методом фрезеровки и пайки с покраской и тонировкой из композитного материала Экобонд была изготовлена декоративная звезда, высота которой составляет 1300 мм, а толщина — 3 мм.

Мемориальные блоки
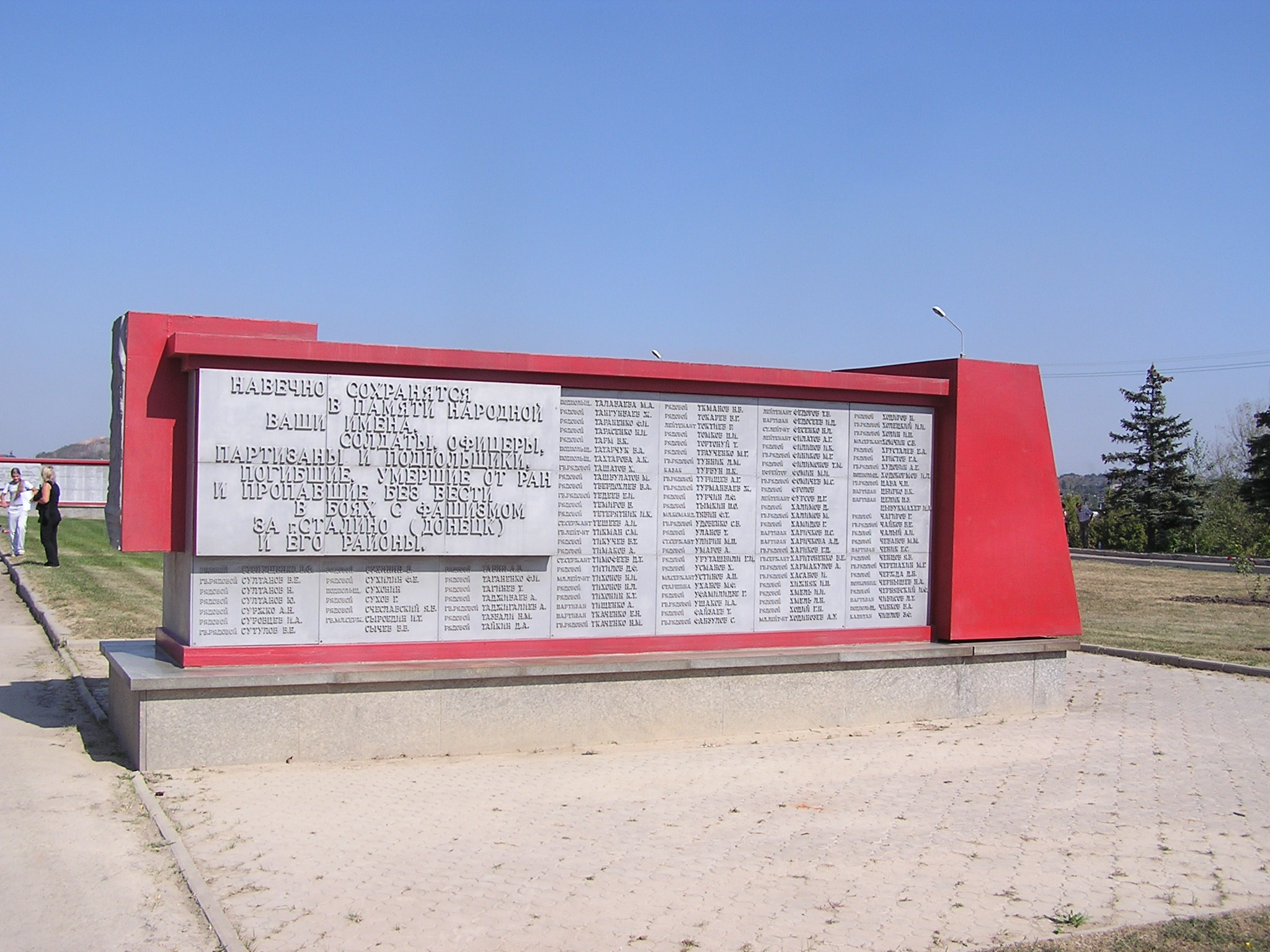
Один из блоков, размещавшихся на аллее, ведущей к монументу в конце 1990-х и 2000-е годы
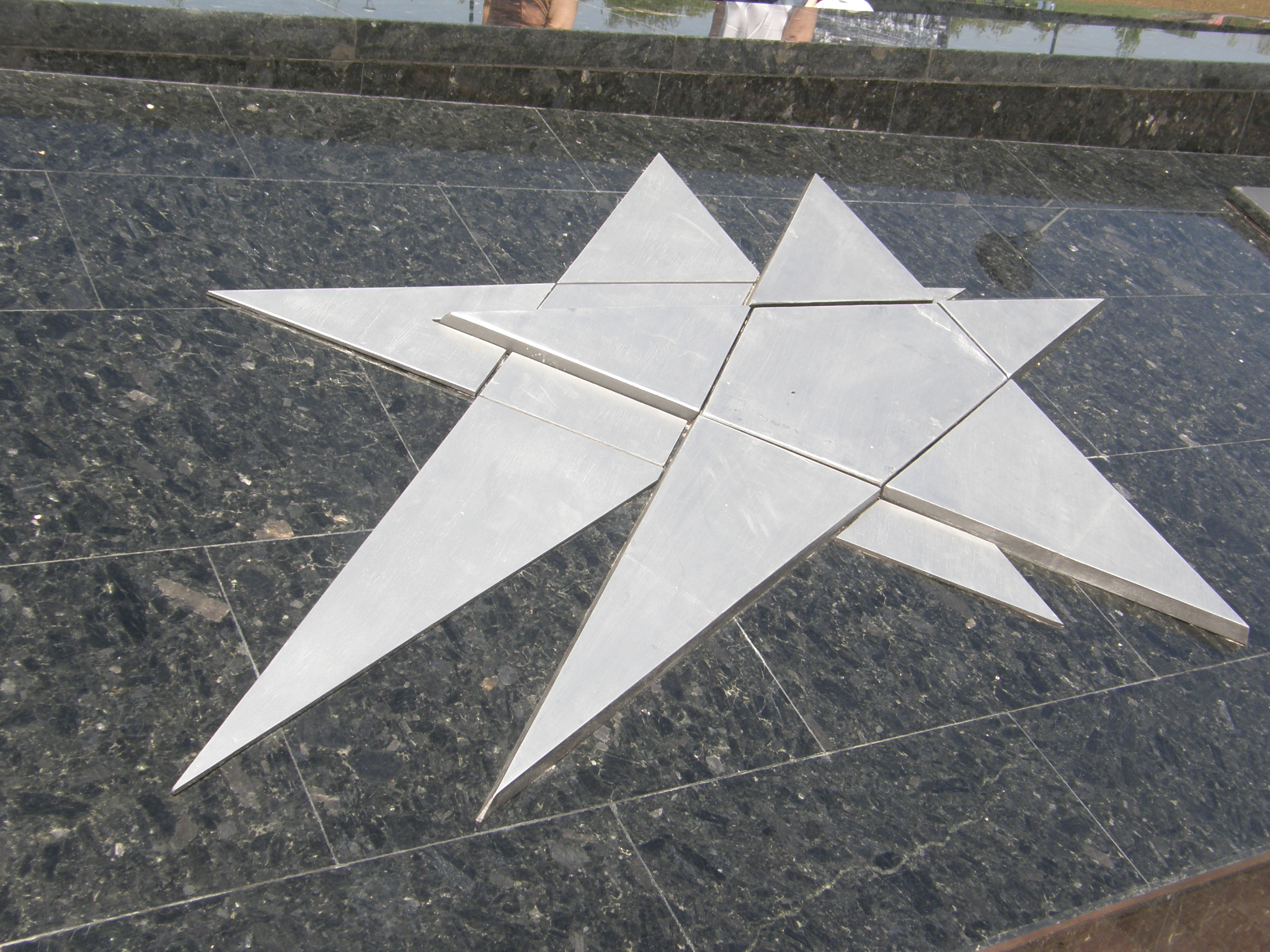
Звёзды
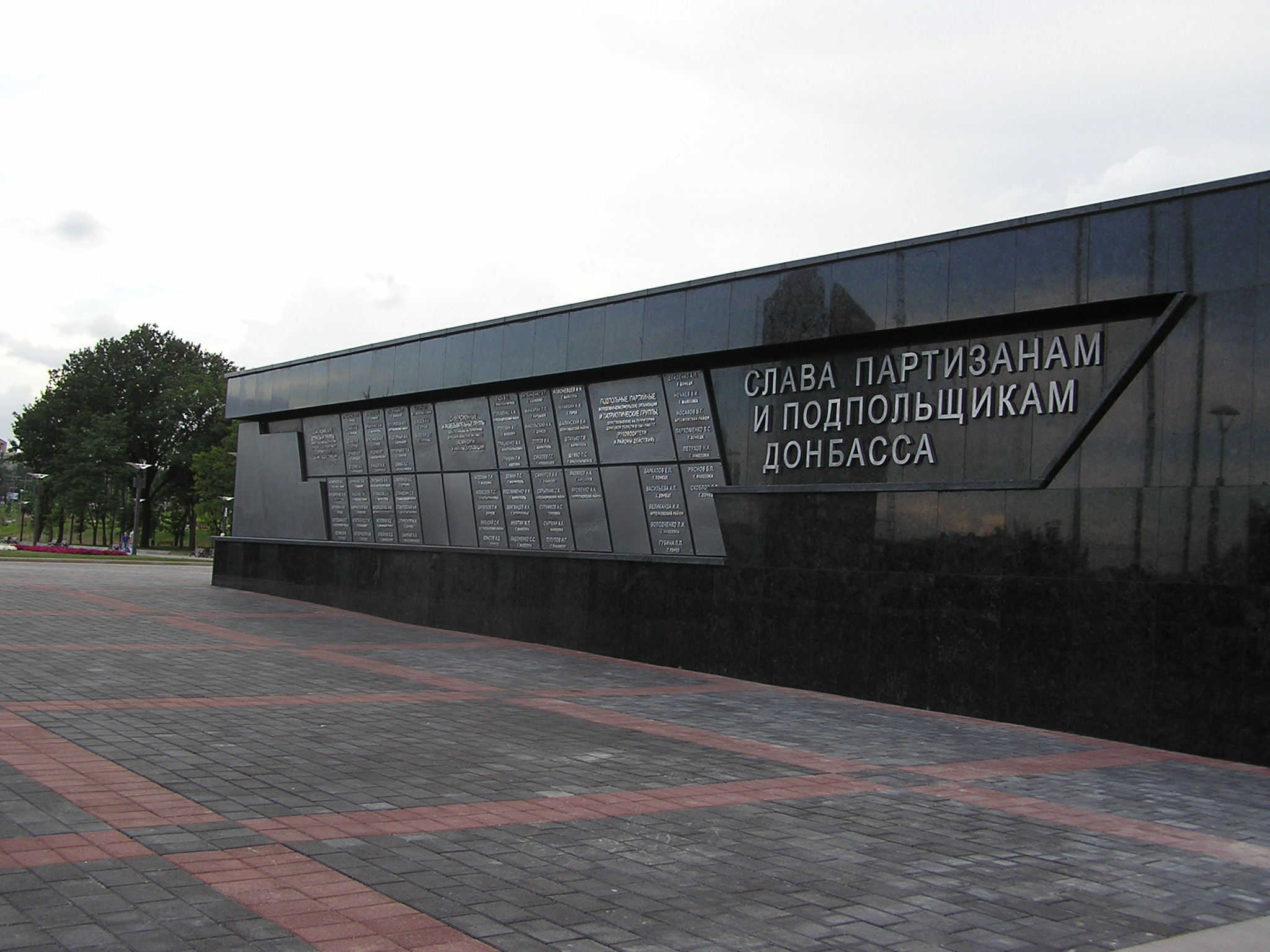
Стела в честь партизан и подпольщиков Донбасса
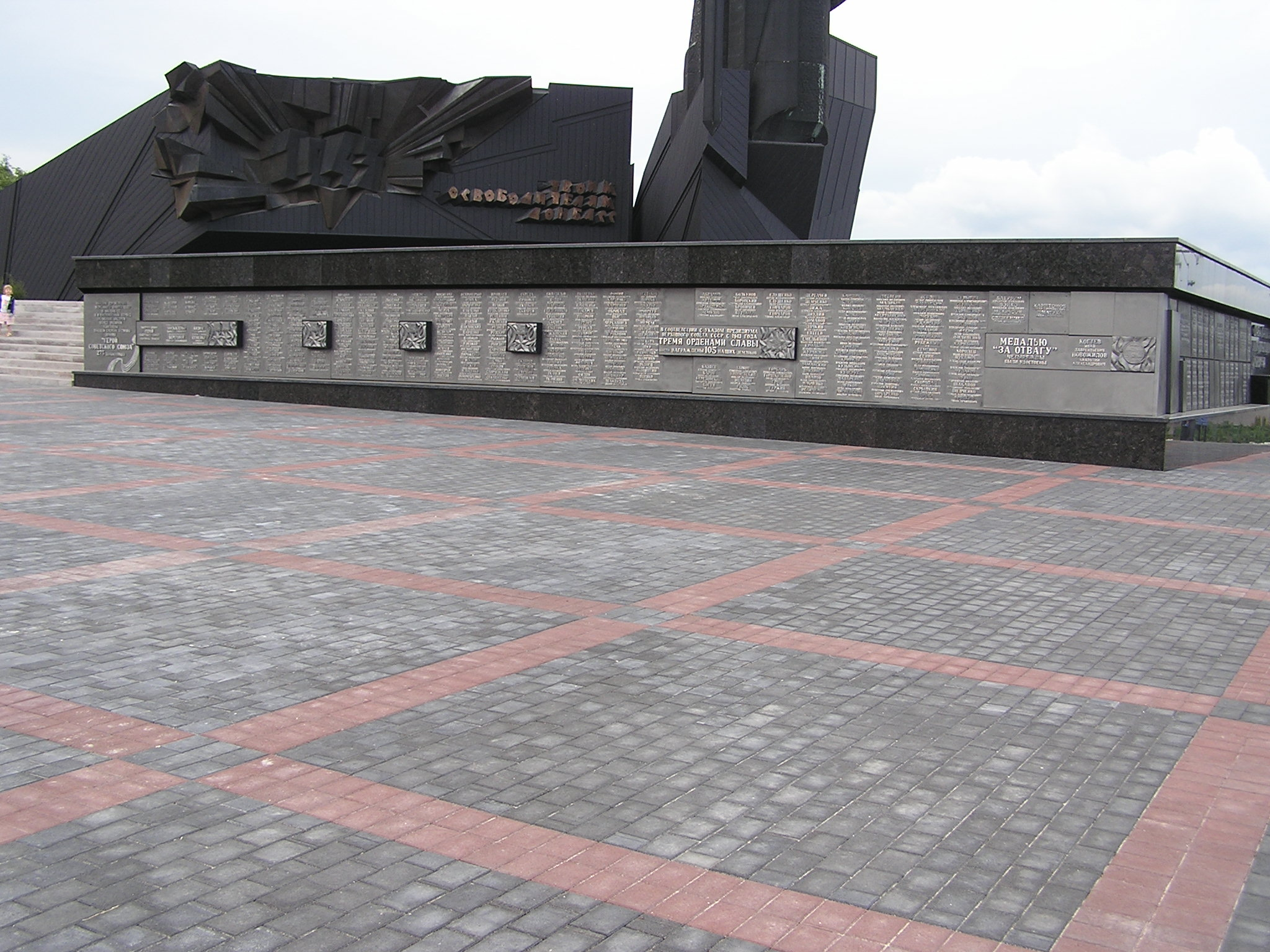
Стела в честь жителей Донбасса, кавалеров орденов и медалей
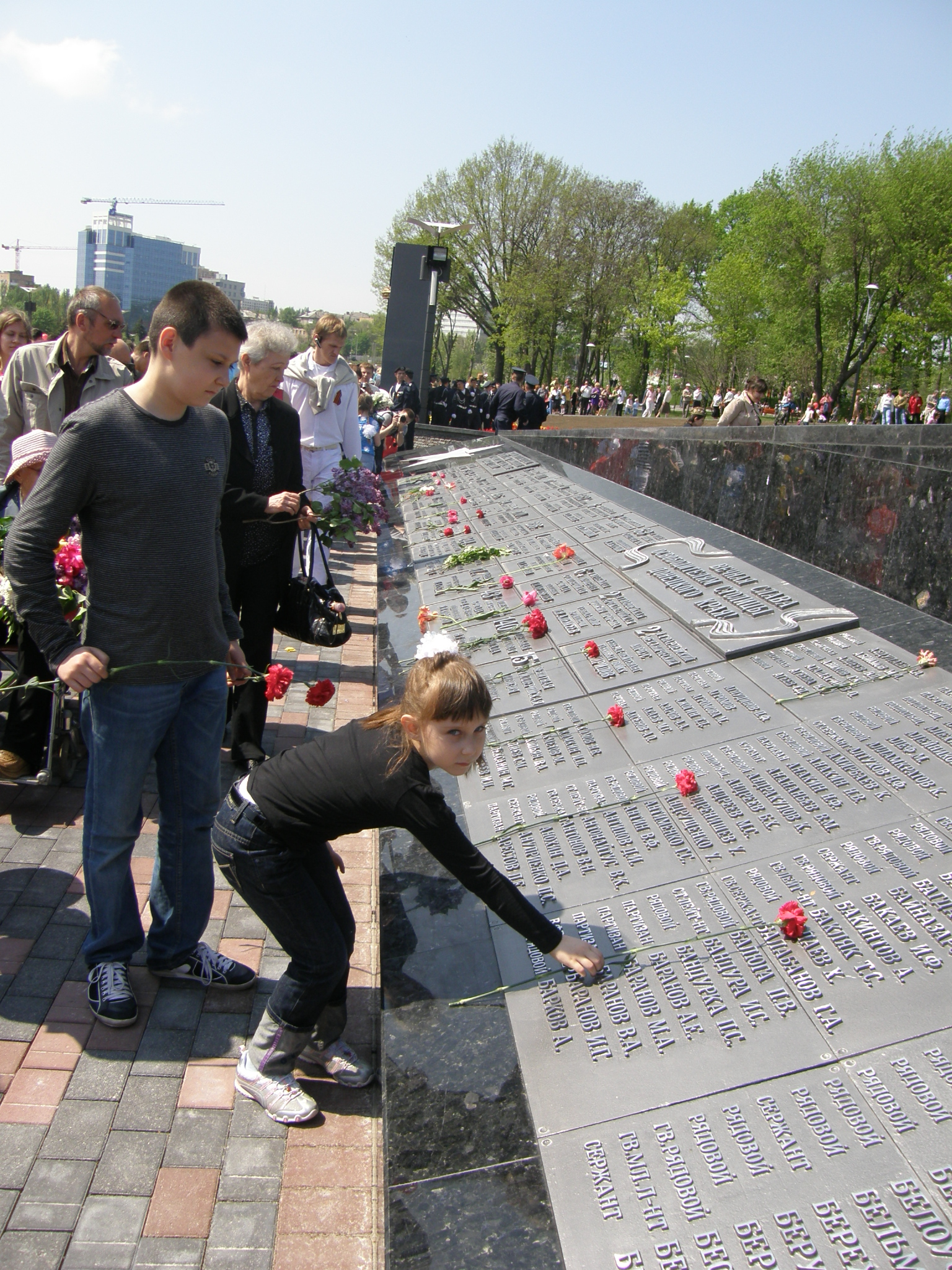
Блоки памяти с именами погибших освободителей Донбасса и партизан-подпольщиков в день открытия

## Геральдический символ

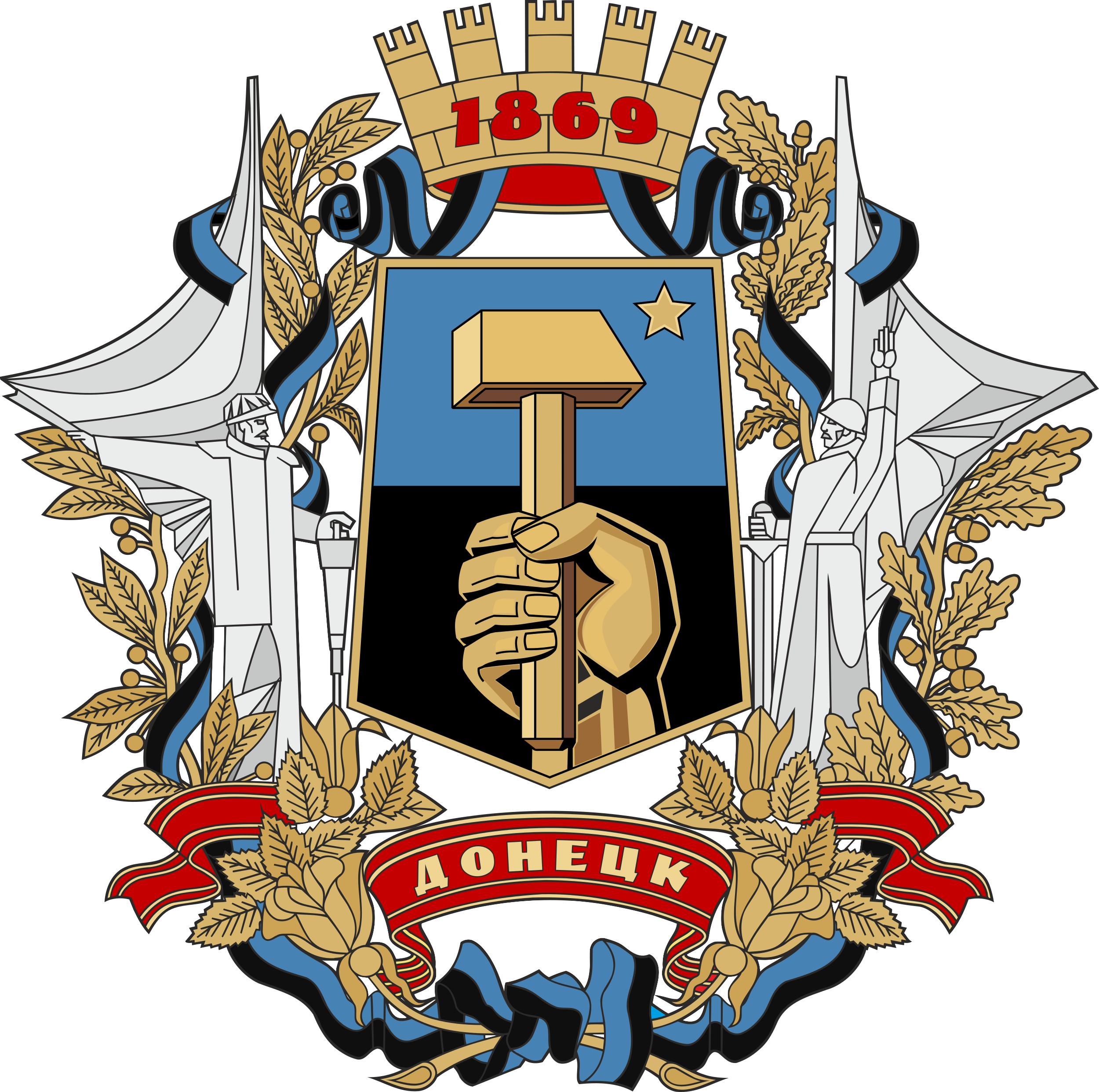
Большой герб Донецка с фигурами монумента в качестве щитодержателей

Фигуры монумента «Освободителям Донбасса» с 1995 года используются в большом гербе Донецка в качестве щитодержателей. Их предложил использовать художник-медальер, заслуженный деятель искусств Украины Ефим Викторович Харабет. Правый щитодержатель — шахтёр в рабочей одежде, левой рукой опирающийся на отбойный молоток, правая рука отведена в сторону, на фоне золотой лавровой ветви. Левый щитодержатель — солдат в военной шинели с каской на голове, держащий правой рукой меч остриём вниз, левая рука поднята вверх, на фоне дубовой ветви. Обе фигуры серебряные. Композиция увита чёрно-голубой лентой.

## Музей
Планировалось, что внутри монумента будет создан музей, однако от этой идеи отказались из-за сложных горно-геологических условий — «французского разлома». Под фигурами солдата с шахтёром и стелами было создано помещение общей площадью три с половиной тысячи квадратных метров и высотой восемнадцать метров. Это помещение не использовалось по назначению с момента открытия памятника и было задействовано для хранения старых декораций Донецкого академического украинского музыкально-драматического театра. Также была идея создания внутри многоярусной панорамы Великой Отечественной войны.
В конце 2000-х годов скульптор Александр Порожнюк вернулся к идее создания музея внутри монумента. В 2010 году начались работы по подготовке подземных помещений к созданию музея Великой Отечественной войны, которые планировалось закончить за два-три года. Были проведены коммуникации и работы по защите помещения от грунтовых вод. Общая площадь музея составила около трёх тысяч квадратных метров. Внутреннюю разработку помещений музея выполнил «Донецкпроект». На момент 2021 года музей работает.
По первоначальному замыслу создателей памятника вход в музей должен был располагаться по лестнице внутри фигур монумента, однако проектировщики нового входа в музей внесли изменения в авторский замысел и построили новый застеклённый вход рядом с «вечным огнём». Кроме того был сделан второй вход в выставочный зал, где будут проводиться выставки произведений искусства. Также внутри монумента кроме музея будет расположен административный блок и кафе. Сообщение о создании кафе было высказано Павлом Балакиревым, одним из авторов проекта реконструкции монумента, что вызвало возмущение среди ветеранов, озвученное председателем донецкого областного совета ветеранов Александром Сергиенко, назвавшем подобные намерения кощунством.

Музей
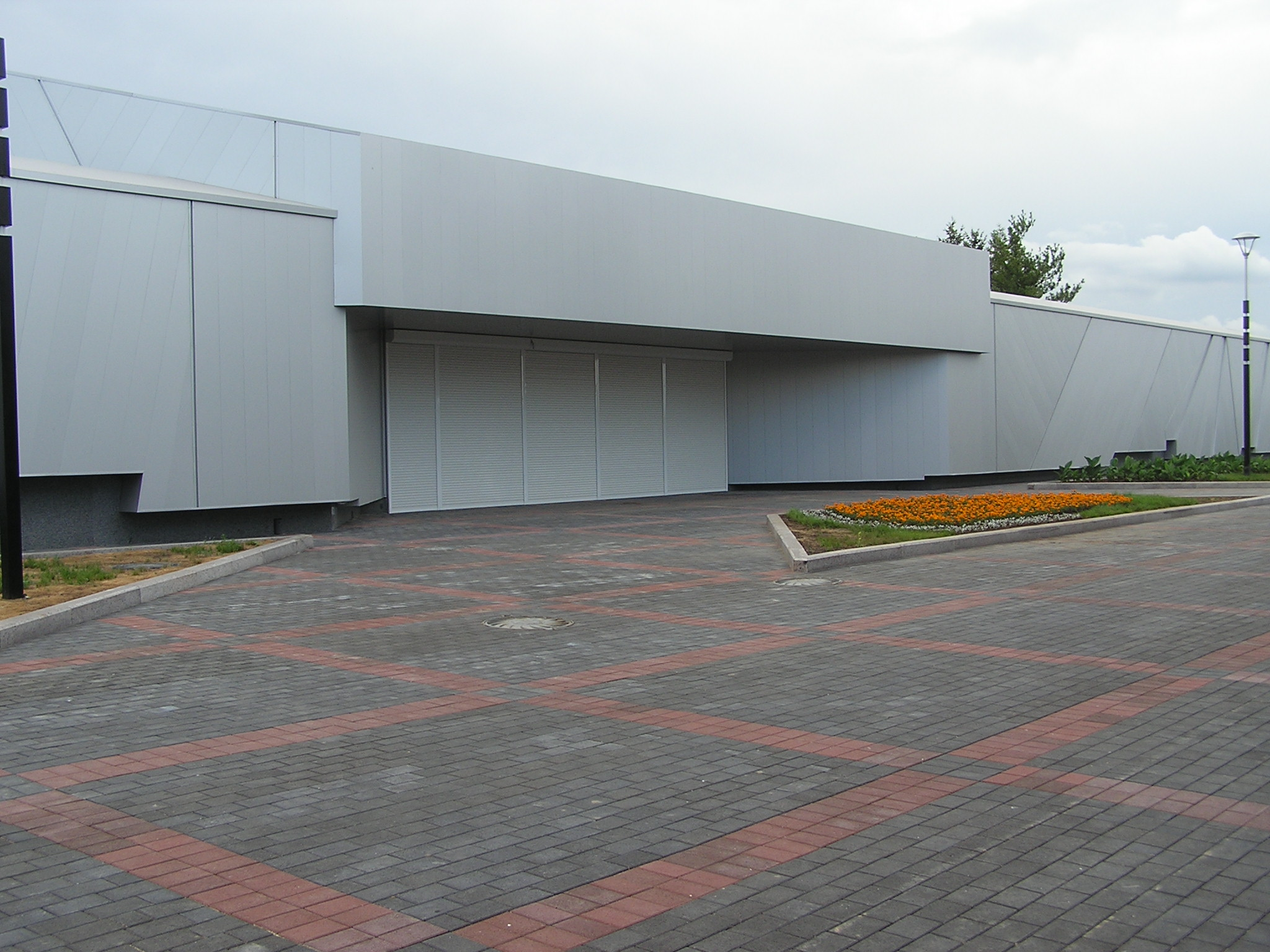
Основной вход в музей
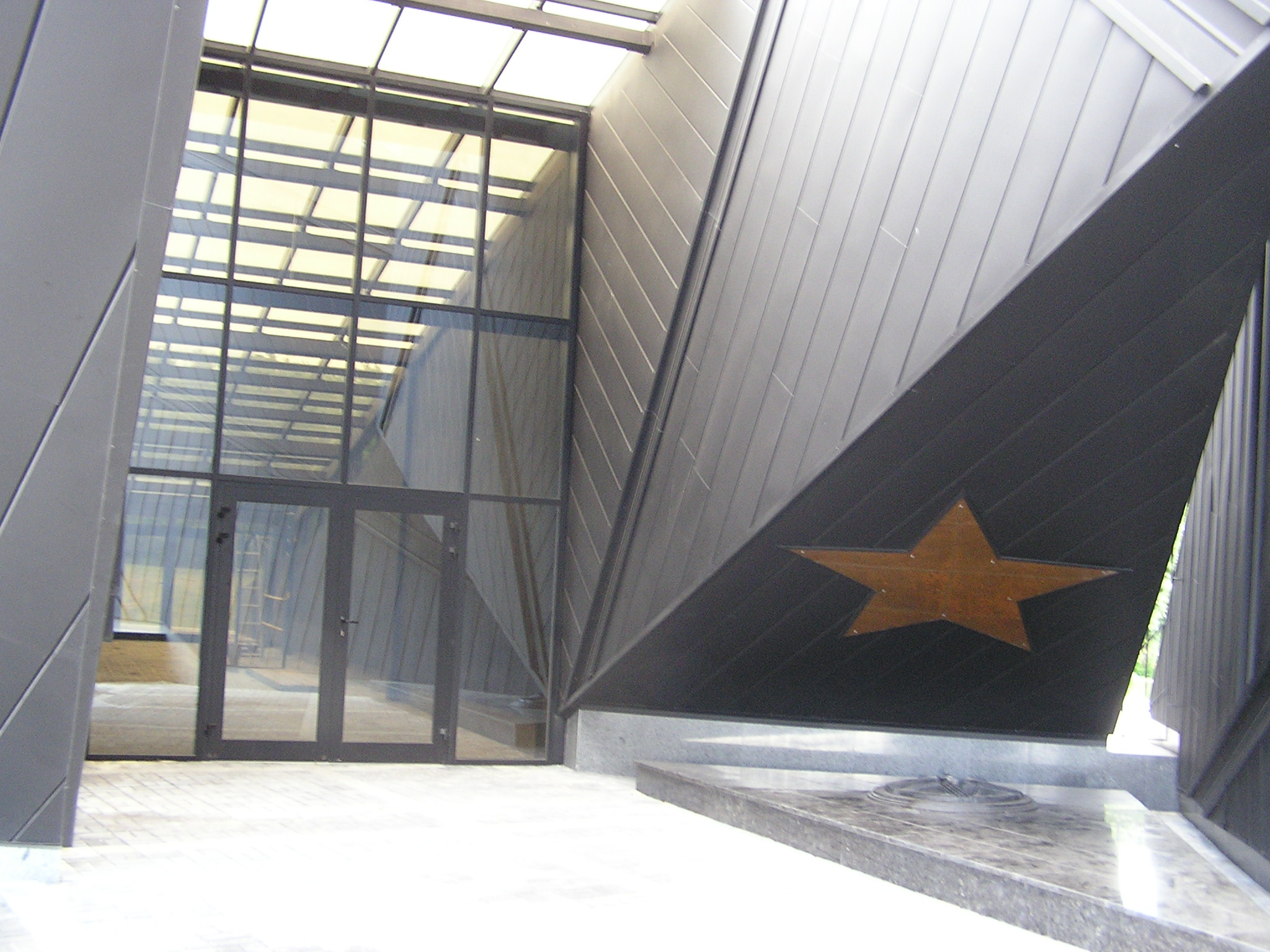
Вход в выставочный зал с лицевой стороны подножия монумента
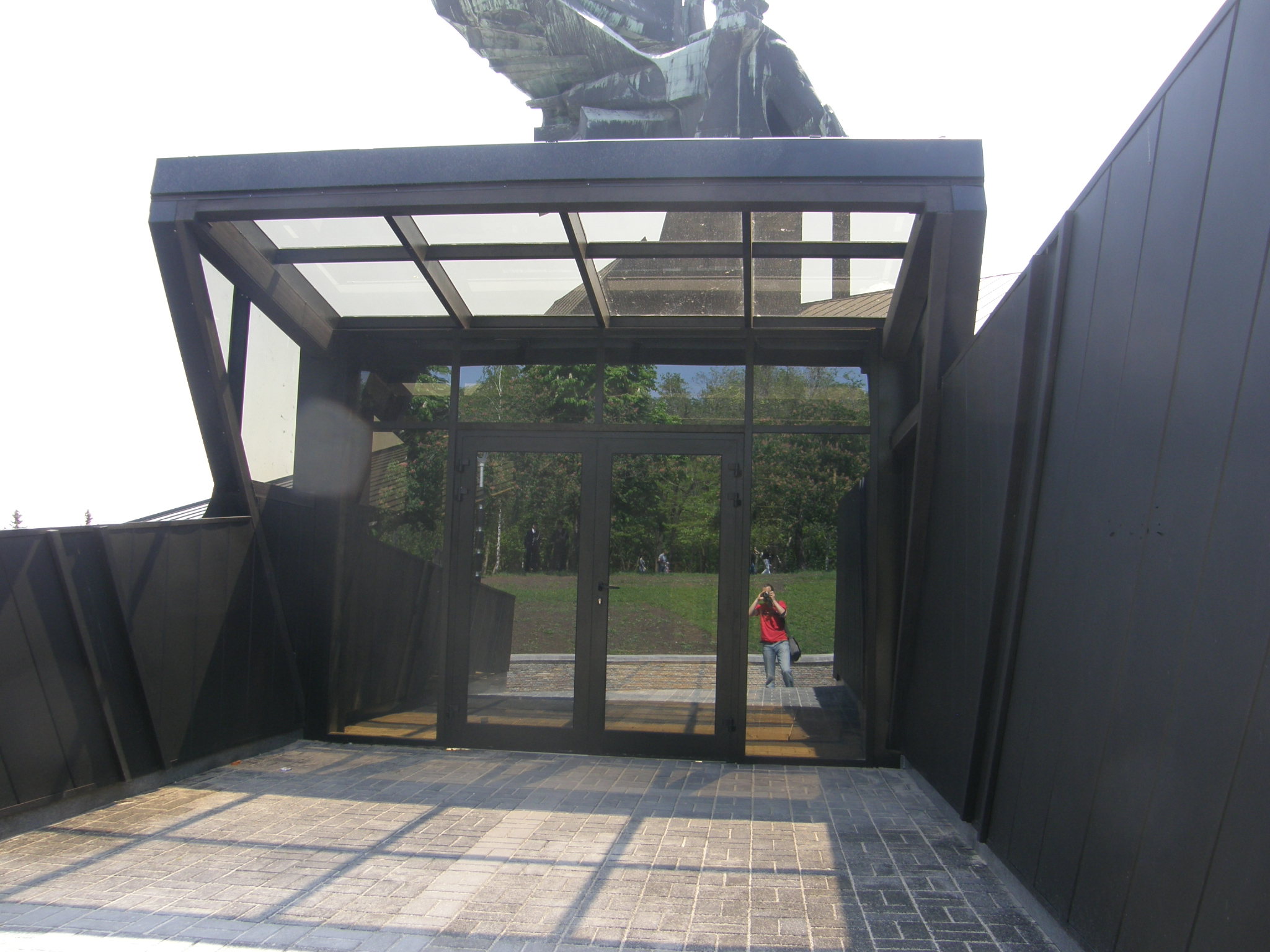
Вход в выставочный зал с обратной стороны подножия монумента
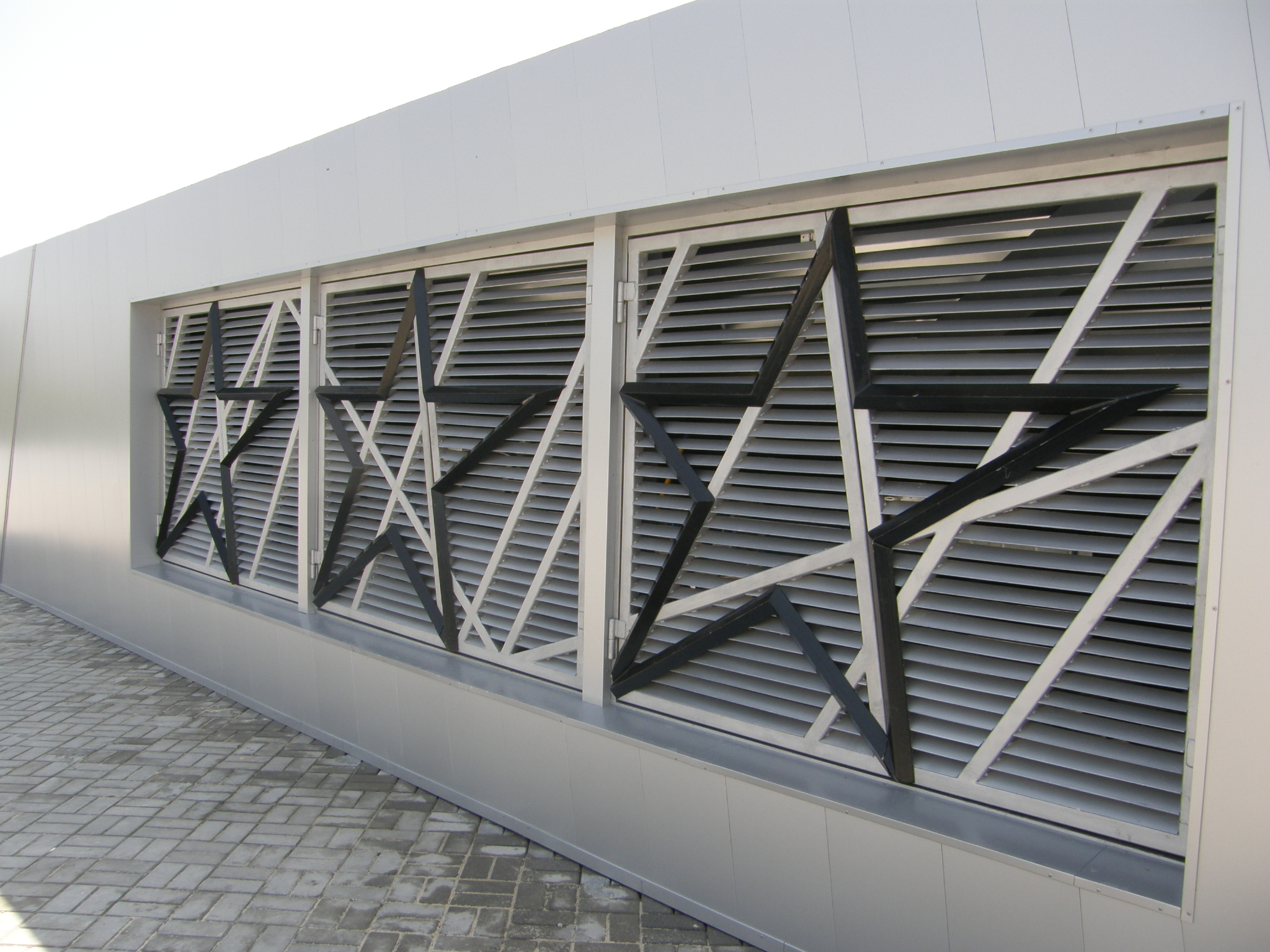
Вентиляция музея

## Площадка военной техники
В 2010 году в честь 65-летия Победы в Великой Отечественной войне на площадке перед памятником были установлены три танка: Т-34-76, Т-34-85, Т-54 и две противотанковые пушки ЗИС-2, а также ЗИС-3.
Т-34-76, установленный на площадке, участвовал в освобождении Сталино в составе 32-й гвардейской танковой бригады под командованием Франца Андреевича Гринкевича и подорвался на мине, после чего вышел из строя из-за повреждения моторного отделения и гусеницы. 11 октября 1943 года Франц Андреевич Гринкевич умер в селе Харьково Запорожской области после смертельного ранения. Танкисты 32-й танковой бригады перевезли тело своего командира в центр Сталино, где и похоронили. На могиле соорудили постамент с фотографией Гринкевича и своими руками втянули на могильный холм танк, оставшийся после боёв. В 1964 году на могиле появились высокий гранитный постамент и мраморные плиты с отлитой из металла надписью «Вечная слава героям, павшим в боях за свободу и независимость нашей Родины. 1941—1945». Некоторое время на новом постаменте стоял старый танк, но затем он был заменён на более современный танк Т-34-85, а боевой танк, стоявший до этого на могиле Гринкевича переместили во двор Донецкого областного краеведческого музея, который тогда располагался в одном здании с библиотекой имени Крупской. В 1972 году танк вместе с музеем переехал в другое место и до 2010 года стоял перед фасадом краеведческого музея, выходящим на улицу имени Челюскинцев. В 2010 году танк был отправлен на площадку военной техники к монументу «Твоим освободителям, Донбасс». Сотрудники музея устроили торжественные проводы танку под «Прощание славянки».
Т-34-85 Донецку подарили меценаты, имена которых не были названы. Этот танк во время Великой Отечественной войны принимал участие в боевых действиях на территории Украинской ССР и зарубежной Европы. Т-54 Донецку передали Министерство обороны Украины и Харьковский завод транспортного машиностроения имени В. А. Малышева. Две противотанковые пушки, также как и танк Гринкевича, были перемещены к мемориалу со двора Донецкого областного краеведческого музея. Во время Великой Отечественной войны эти две пушки принимали участие в боевых действиях по освобождению Донбасса.
Также город хотел закупить боевую машину реактивной артиллерии «Катюша», но в бюджете не оказалось миллиона гривен, которые за неё запросили.

Площадка военной техники
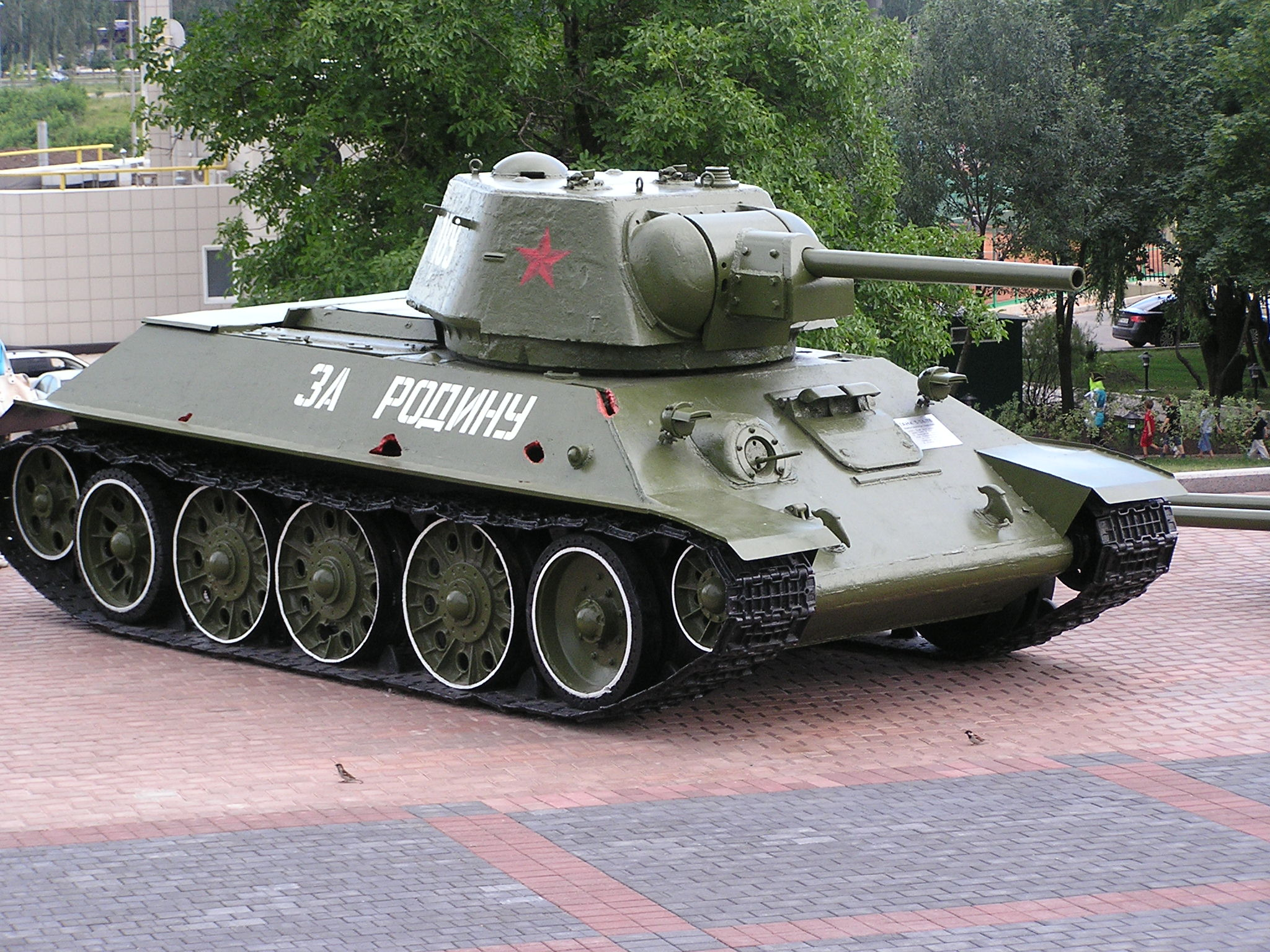
Т-34-76
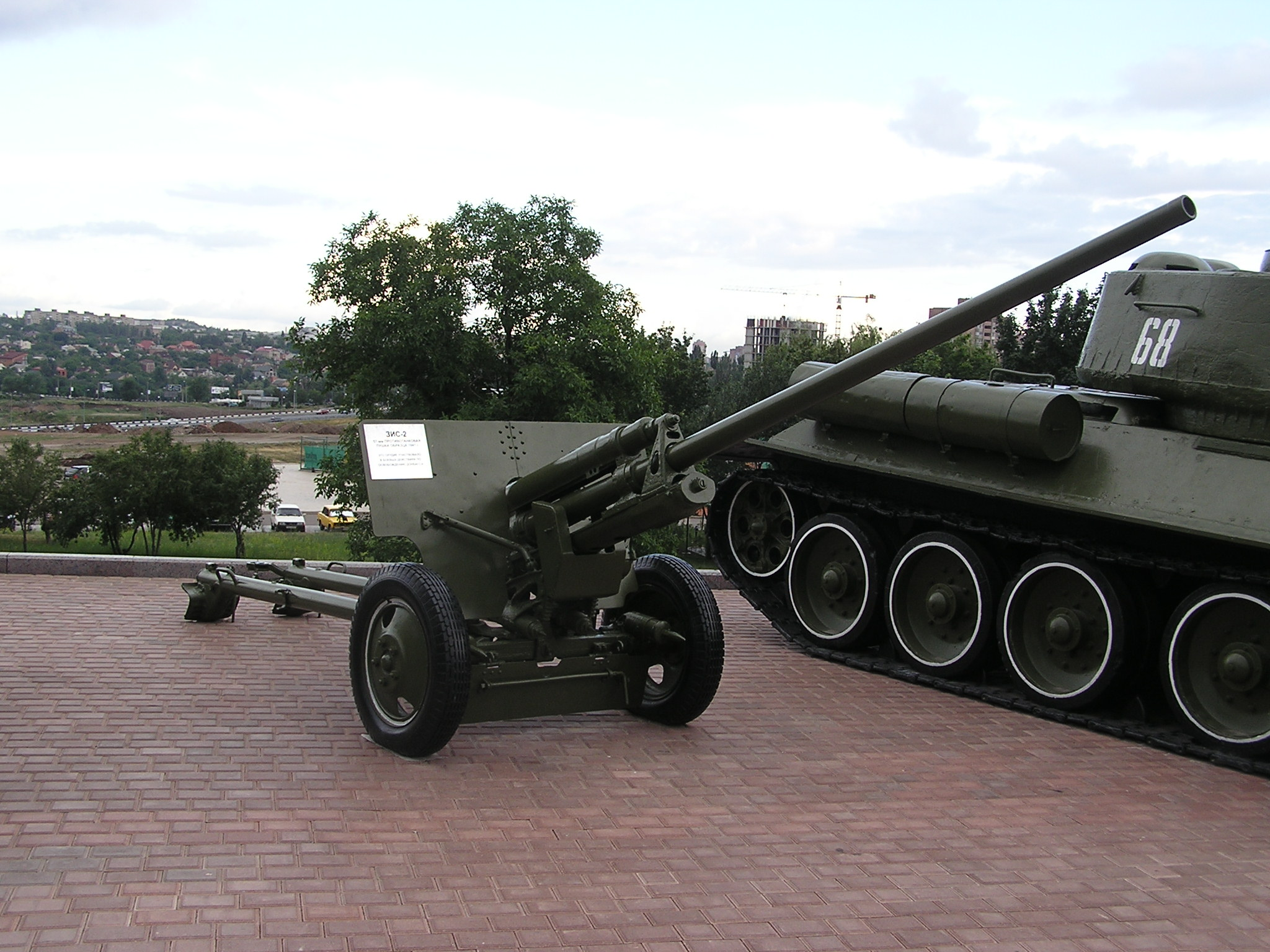
57-мм противотанковая пушка образца 1941 года (ЗИС-2)
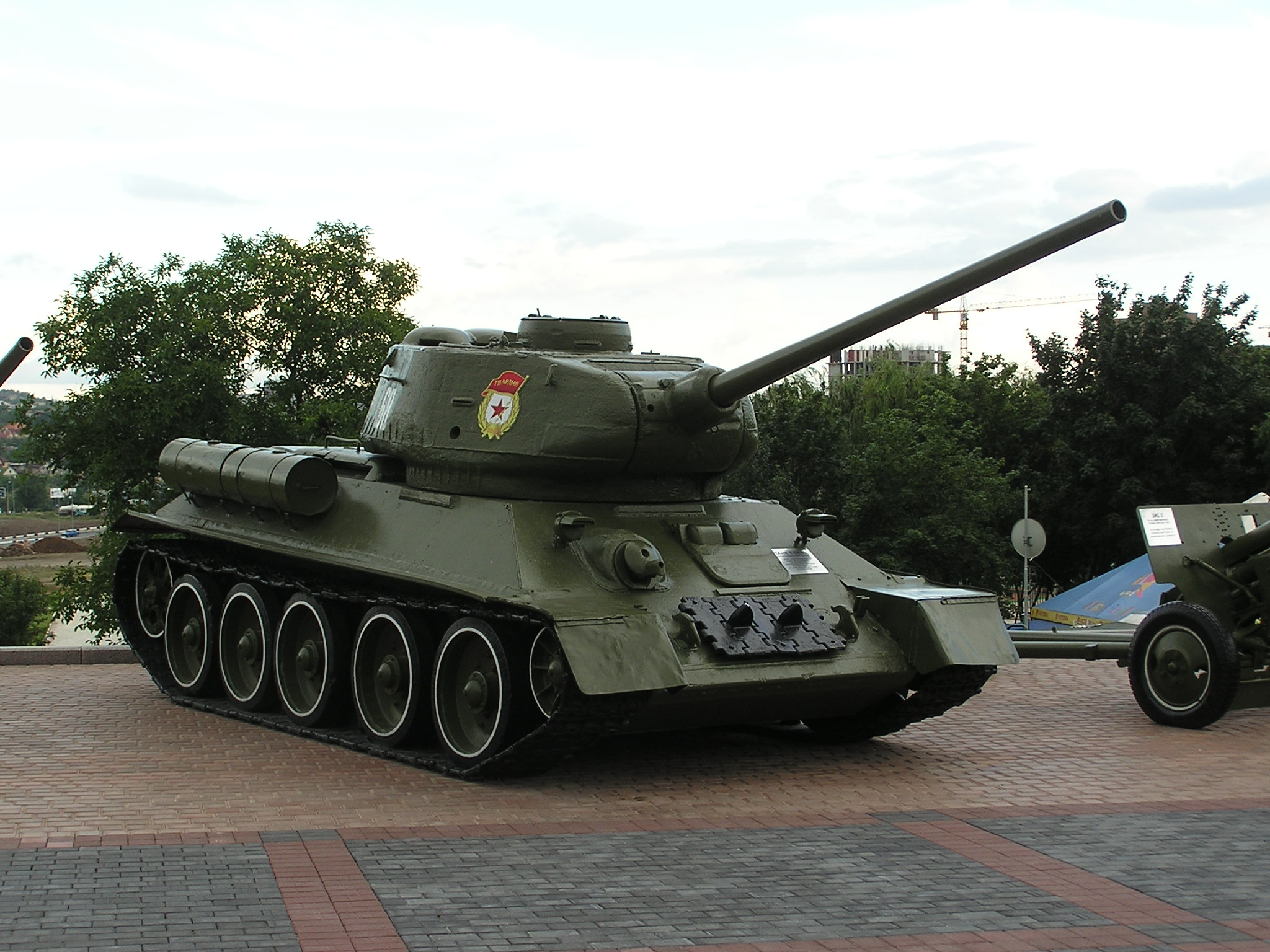
Т-34-85
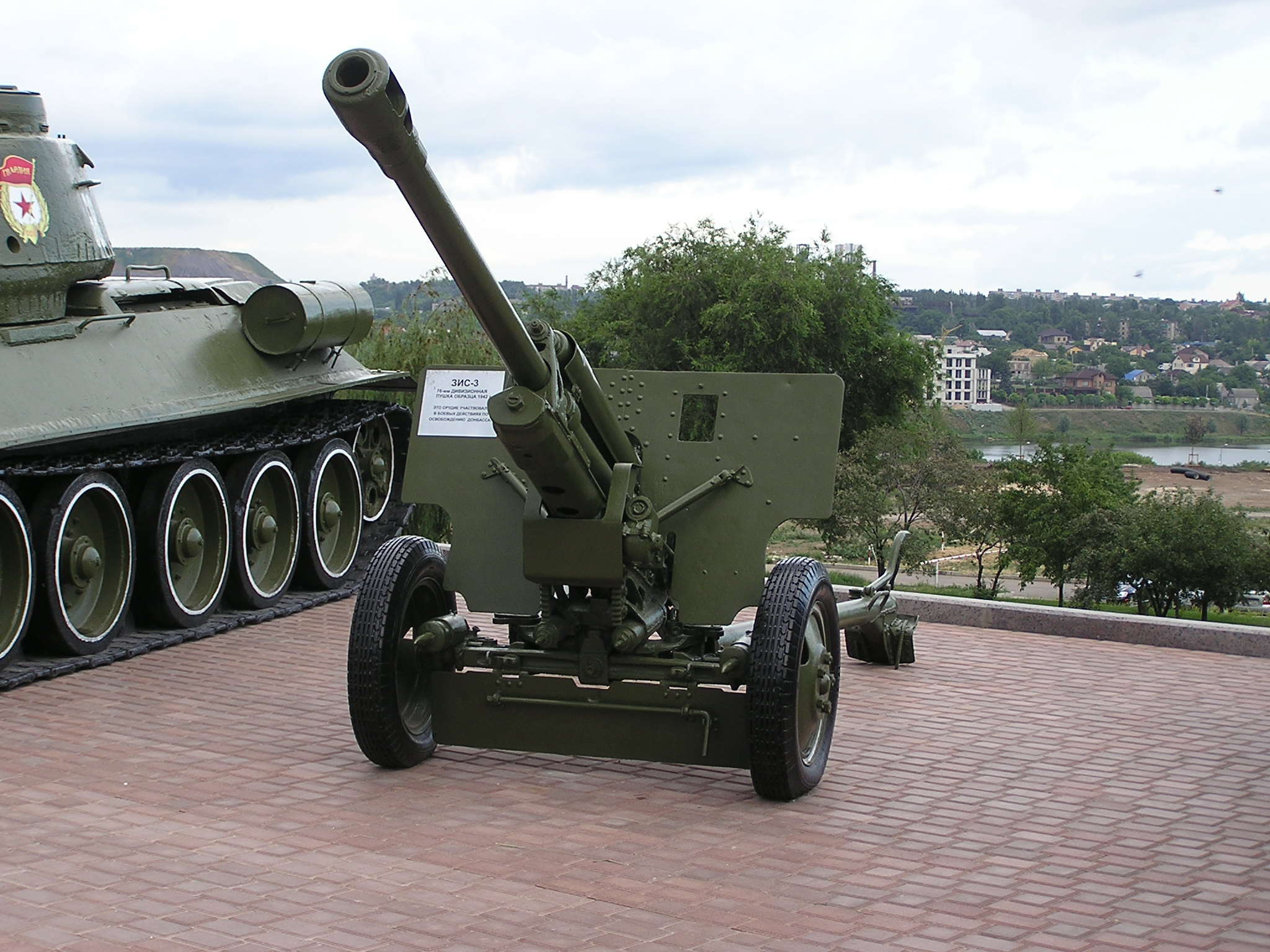
76-мм дивизионная пушка образца 1942 года (ЗИС-3)
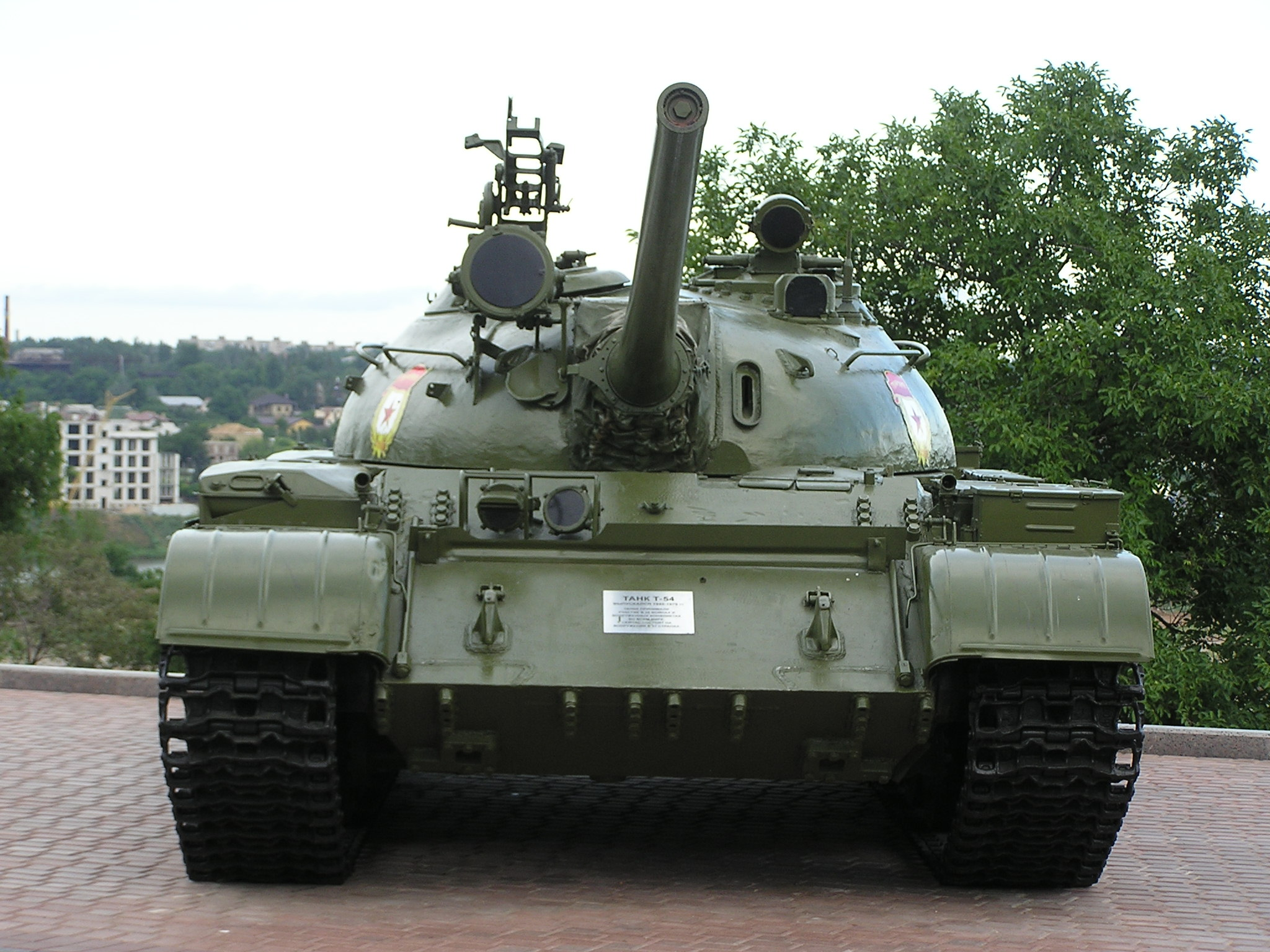
Т-54

## Колокол памяти
В 2010 году в честь 65-летия Победы в Великой Отечественной войне на территории, прилегающей к монументу «Твоим освободителям, Донбасс», был установлен колокол. Торжественное открытие состоялось 9 мая 2010 года. Этот колокол был отлит на Донецком металлургическом заводе «Донецксталь» по инициативе прокурора Донецкой области Владимира Гальцова.
Колокол весит 850 килограммов и отлит с использованием латуни стреляных гильз и осколков, обнаруженных на полях сражений Донбасса. Гильзы были собраны по всей Донецкой области, но в металл, из которого отливался колокол, попала только малая часть — символически, чтобы не ухудшить звучание.

Колокол выполнен в соответствии с православными традициями и относится к типу благовест. Изготовлен под руководством начальника участка литья колоколов литейного цеха ДМЗ Сергея Самойлова и стал 1273 по счёту колоколом, изготовленным на участке. Скульпторы — Михаил Сокольский, Александр Доценко, художник Анастасия Гайдарь, голос поставил — Александр Андреев. На поверхности колокола изображены рельефные иконы Казанской Божией Матери, Георгия Победоносца и Архистратига Михаила, а также нанесён текст стихотворения: 
Здесь звоном скорбь озвучена негромко,
Души касаясь, в небеса плывёт.
Пройдут века, но в памяти потомков
О вас, солдатах, слава не умрёт.
Монументально-декоративное обрамление колокола в виде венка было выполнено компанией «Неонсвит-Донбасс». Для этого была собрана модель из ПВХ-пластика, по которой изготовили каркас из чёрного листового металла толщиной 2 мм. Этот каркас обшили листовой латунью толщиной 3 мм, затем при помощи сварки и клёпки прикрепили к нему кованые декоративные листья.
Изначально колокол предполагали установить на Саур-Могиле, но из-за того, что мемориальный комплекс Саур-Могилы расположен относительно далеко от крупных населённых пунктов, он остался бы без присмотра. В результате местом установки колокола избрали Донецк.

Колокол памяти
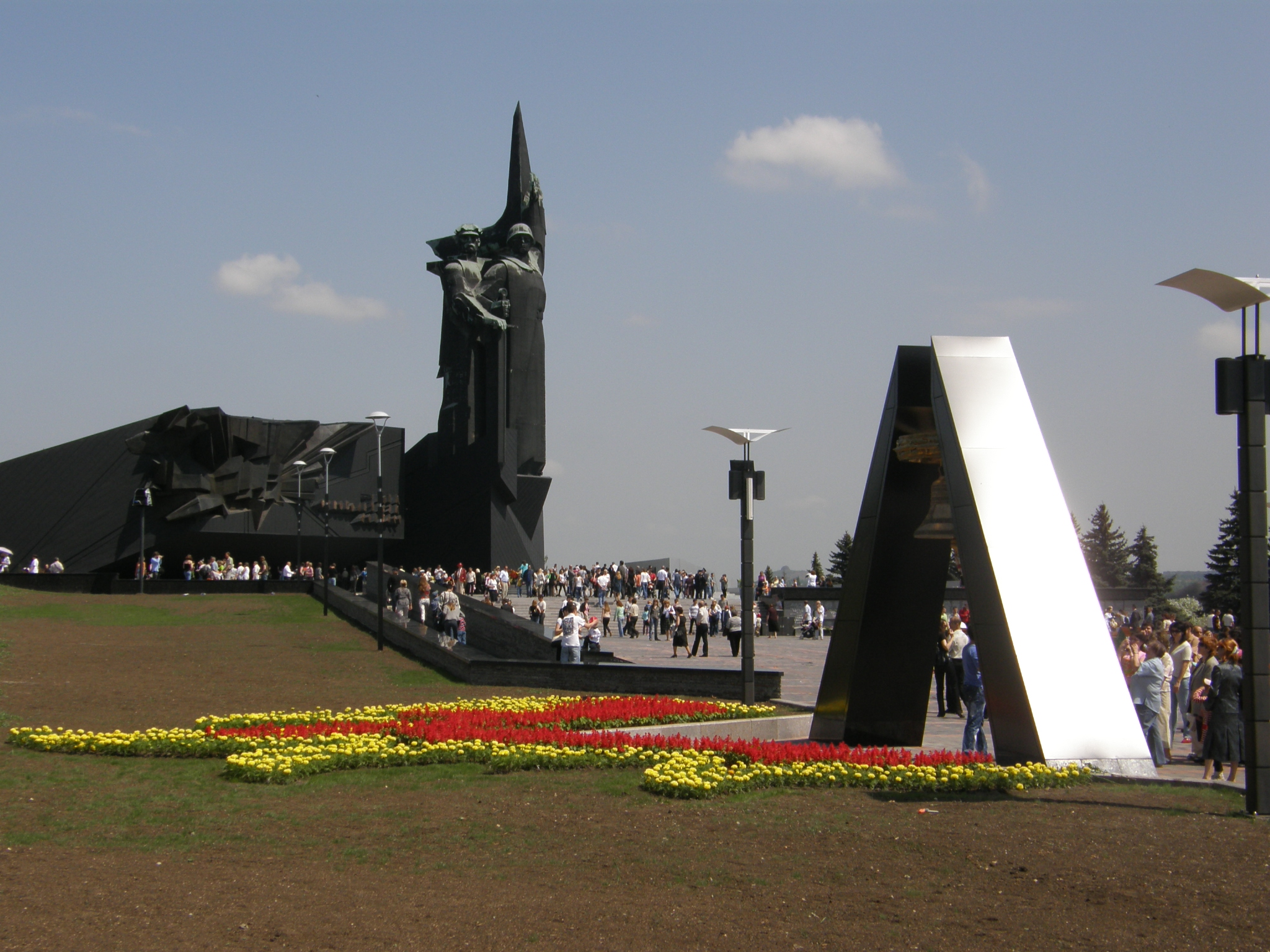
Колокол памяти и монумент
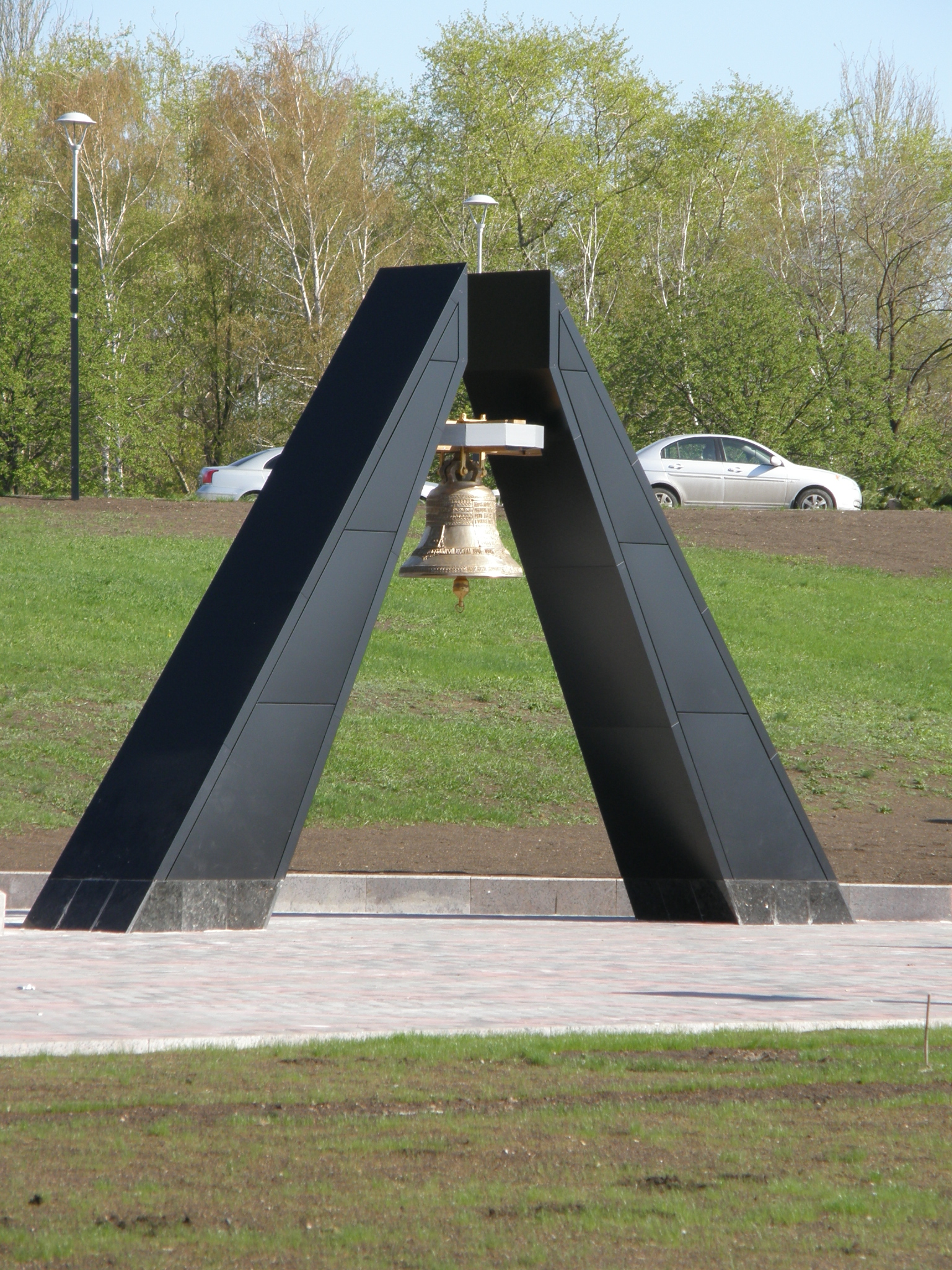
Звонница колокола
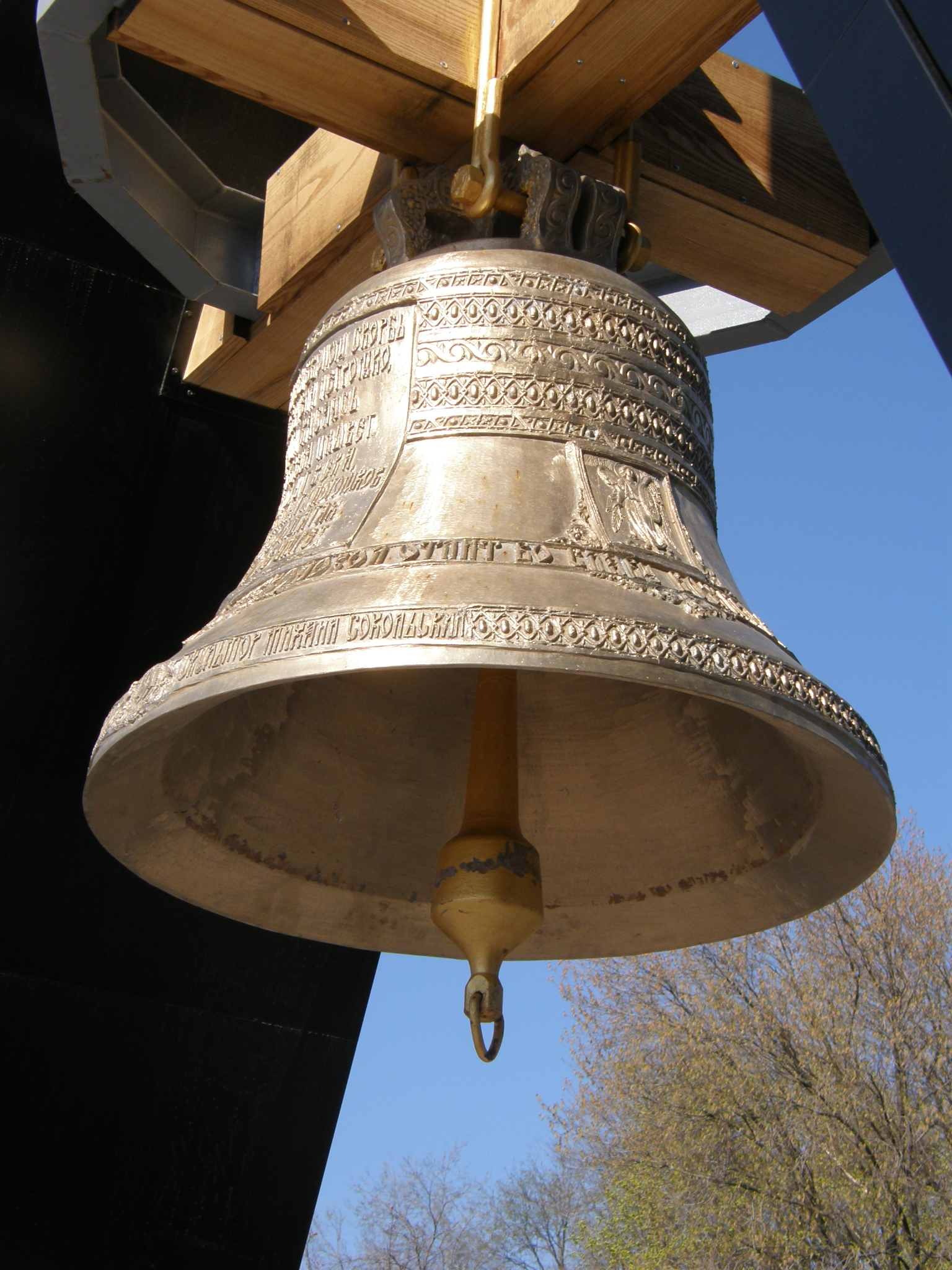
Колокол памяти
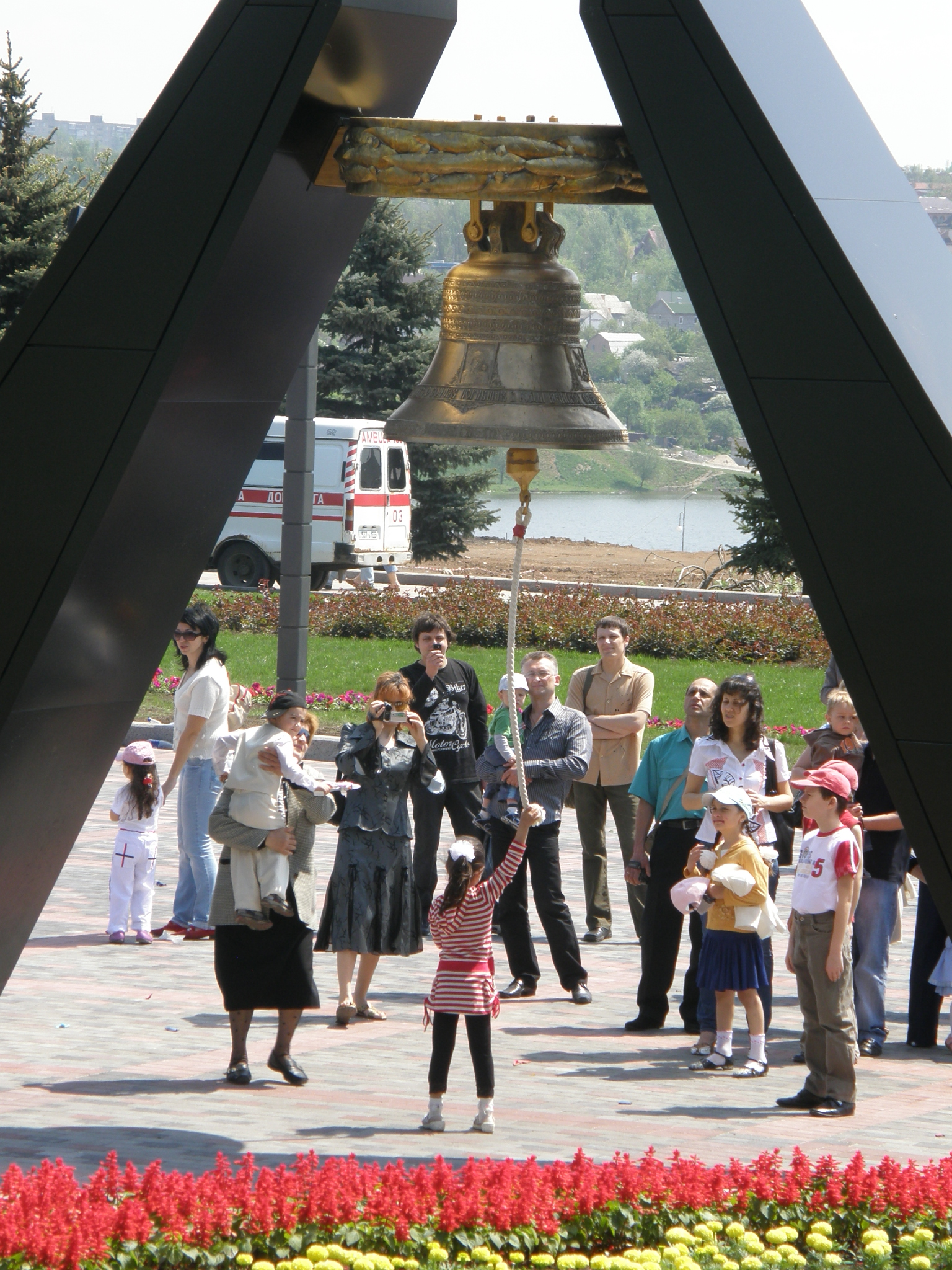
В день открытия